# Scavi archeologici di Pompei
Gli scavi archeologici di Pompei hanno restituito i resti della città di Pompei antica, presso la collina di Civita, alle porte della moderna Pompei, seppellita sotto una coltre di ceneri e lapilli durante l'eruzione del Vesuvio del 79, insieme a Ercolano, Stabia e Oplonti.
I ritrovamenti a seguito degli scavi, iniziati per volere di Carlo III di Borbone, sono una delle migliori testimonianze della vita romana, nonché la città meglio conservata di quell'epoca. La maggior parte dei reperti recuperati (oltre a semplici suppellettili di uso quotidiano anche affreschi, mosaici e statue è conservata al museo archeologico nazionale di Napoli, e in piccola quantità anche nell'Antiquarium di Pompei; proprio la notevole quantità di reperti è stata utile per far comprendere gli usi, i costumi, le abitudini alimentari e l'arte della vita di oltre due millenni fa.
Nel 2024 gli scavi di Pompei hanno fatto registrare 4 069 377 visitatori. Nel 1997, per preservarne l'integrità, le rovine, gestite dal Parco Archeologico di Pompei, insieme a quelle di Ercolano e Oplonti, sono entrate a far parte della lista dei patrimoni dell'umanità dell'UNESCO.

## Storia

### Pompei antica
Pompei fu fondata dagli Osci, con un villaggio in forma stanziale, intorno all'VIII secolo a.C., su un pianoro formato da una colata lavica, poco distante dal fiume Sarno, anche se diverse testimonianze attribuiscono i primi insediamenti umani già a partire dal IX secolo a.C.: durante il periodo osco, il borgo, importante nodo viario, con strade per Cuma, Nola e Stabiae, venne cinto da mura e raggiunse un'estensione pari a 63 ettari. Pompei risentì degli influssi prima dei Greci, grazie alla conquista di Cuma nel periodo compreso tra il 525 e 474 a.C., e poi degli Etruschi, sotto i quali fu costruito il tempio di Apollo; fu conquistata dai Sanniti, che scendendo dai monti dell'Irpinia la posero alle dipendenze di Nocera. Fu proprio sotto questi ultimi che Pompei divenne una ricca città commerciale, con un piccolo fiorente porto e cinta da mura possenti, costruite intorno al 300 a.C..
Conquistata dai Romani nel III secolo a.C., continuò il suo sviluppo di città commerciale, esportando, in tutto il Mediterraneo, olio e vino, di cui era produttrice soprattutto nel periodo del II secolo a.C.: in questi anni si assistette anche a un forte sviluppo urbanistico, con la costruzione del foro, del tempio di Giove, di Iside e della Basilica, oltre a numerose case e ville residenziali. Sotto il dominio romano divenne prima municipium, godendo anche di una parziale indipendenza, grazie all'appoggio fornito durante la seconda guerra punica e poi colonia, col nome di Cornelia Veneria Pompeianorum, a seguito della conquista da parte di Silla nell'89 a.C., durante le guerre sociali. La zona fu colpita da un terremoto nel 62 e la città subì notevoli danni, in parte prontamente riparati: tuttavia nell'anno 79, mentre alcuni edifici erano ancora in fase di restauro, un'eruzione del Vesuvio seppellì la città sotto una coltre di ceneri e lapilli, cancellandola interamente. Negli anni successivi, la zona, arida e spoglia, non fu soggetta a ripopolamento e nonostante alcune ricerche svolte nel I secolo, non venne più ritrovata, rimanendo sepolta per quasi 1700 anni.

### Gli scavi archeologici
(Pietro Colletta)

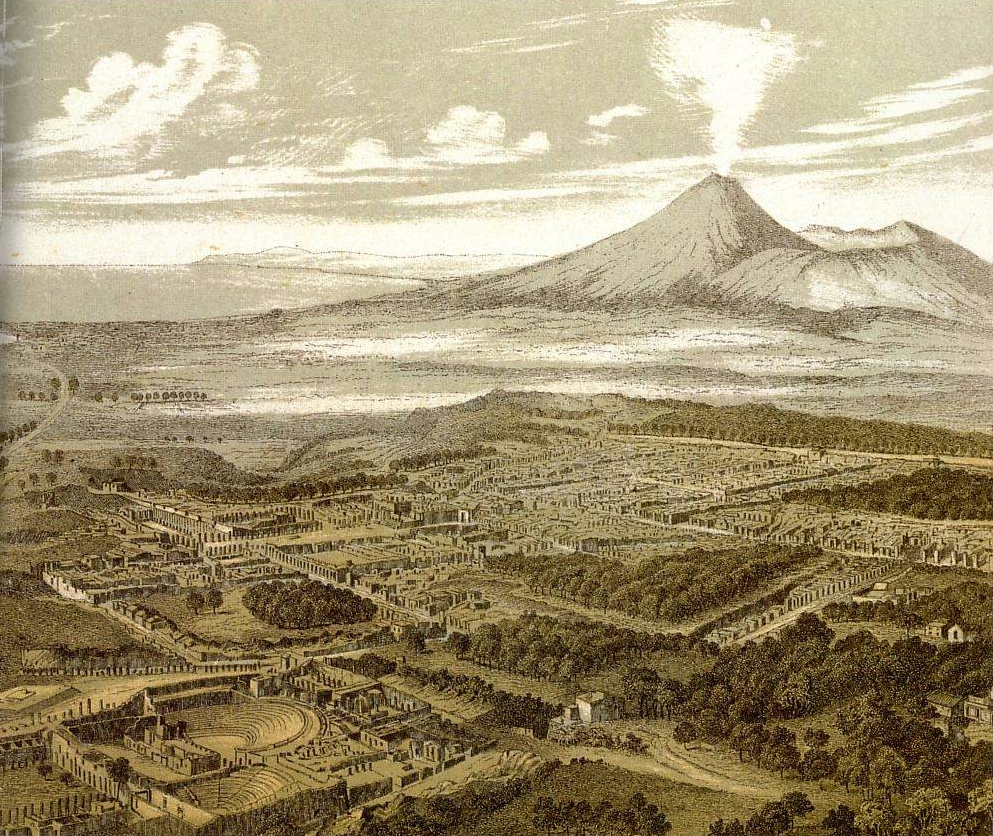
Litografia degli scavi nel 1850

I primi scavi nell'area pompeiana si ebbero a partire dal 1748, per volere di Carlo III di Borbone a seguito del successo dei ritrovamenti di Ercolano: i sondaggi furono svolti da Roque Joaquín de Alcubierre, che, credendo di essere sulle tracce dell'antica Stabiae, riportò alla luce nei pressi della collina di Civita diverse monete e oggetti d'epoca romana, oltre a porzioni di costruzioni, prontamente ricoperte dopo l'esplorazione. Le esplorazioni furono ben presto abbandonate a causa degli scarsi ritrovamenti e ripresero soltanto nel 1754; nel 1763, grazie al rinvenimento di un'epigrafe, che parlava chiaramente della Res Publica Pompeianorum, si intuì che si trattava dell'antica città di Pompei. Con Maria Carolina, moglie di Ferdinando IV, e l'ingegnere Francesco La Vega, parte della città, come la zona dei teatri, il tempio di Iside, il Foro Triangolare, diverse case e necropoli vennero riportate completamente alla luce e non più seppellite, ma lasciate a vista; fu durante il dominio francese, con a capo Gioacchino Murat e la moglie Carolina, che gli scavi godettero di un momento di fortuna: venne individuata la cinta muraria e riportata quasi del tutto alla luce la zona di Porta Ercolano; inoltre, grazie alle pubblicazioni volute da Carolina, la fama di Pompei crebbe in tutta Europa, diventando tappa obbligata del Grand Tour.
Con il ritorno dei Borbone a Napoli, gli scavi vissero un periodo di stasi: se si esclude Francesco I, con Ferdinando II e Francesco II, le rovine furono usate soltanto come posto da far visitare agli ospiti di corte.
A seguito dell'unità d'Italia e soprattutto grazie a maggiori disponibilità economiche, sotto la guida di Giuseppe Fiorelli, si assistette a una veloce ripresa delle indagini, in modo ordinato, con la prima divisione della città in regiones e insulae; nel 1863 venne introdotta la tecnica dei calchi, mentre, tra il 1870 e il 1885, fu redatta la prima mappa dell'intera area pompeiana. Durante il XX secolo, con gli archeologi Vittorio Spinazzola prima e Amedeo Maiuri dopo, furono completati la maggior parte degli scavi nei pressi di Porta Ercolano, della zona meridionale della città e di Villa dei Misteri, mentre si intrapresero importanti sessioni d'indagine lungo Via dell'Abbondanza.
A partire dagli 1960 si resero necessari lavori di restauro per gli edifici esistenti, che hanno di molto rallentato nuovi scavi, anche a causa di problemi di natura economica. Nel 1980 il sito fu gravemente danneggiato dal terremoto dell'Irpinia. Tra gli anni 1990 e gli anni 2010, i nuovi scavi si concentrarono nella zona della IX regio, anche se molti fondi furono dirottati sulla conservazione e il restauro dei monumenti già scavati; nel 1997 l'area archeologica entrò a far parte del patrimonio dell'umanità dell'UNESCO. A seguito della mancanza di un piano di restauro dell'intero sito, accentuato dal crollo della Casa dei Gladiatori nel 2010, l'Unione europea stanziò un finanziamento per la salvaguardia degli scavi: tuttavia, durante lo svolgimento dei lavori di ristrutturazione, che presero il nome di "Grande Progetto Pompei", si verificarono altri crolli, riguardanti per lo più parti di muratura, travature dei tetti o pezzi di intonaco.

## Ville

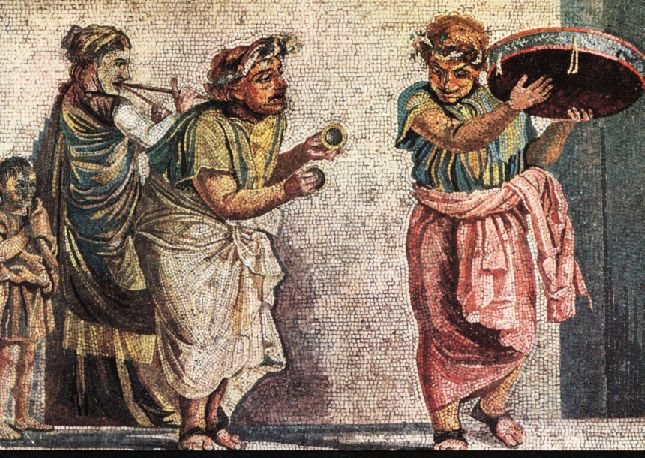
Mosaico proveniente dalla Villa di Cicerone

Sono relativamente poche le ville d'otium ritrovate a Pompei: queste particolari costruzioni residenziali, a cui sempre veniva aggiunta una parte dedicata alle attività agricole, come celle vinarie, torchi e presse, erano costruite solitamente in luoghi isolati e panoramici, lontano dal centro abitato: Pompei infatti aveva un sobborgo, chiamato Pagus Augustus Felix Suburbanus e riconducibile ai territori delle odierne Boscoreale, Boscotrecase e Terzigno, in cui sorgevano numerose ville di questo tipo, mentre ville propriamente d'otium si ergevano nella zona di Oplontis, altro suburbio pompeiano, e sulla collina di Varano, a Stabiae. Tuttavia sono presenti nei pressi del centro cittadino, appena fuori o addossate alle antiche mura della città, abitazioni di questo genere.
La Villa dei Misteri è situata poco fuori porta Ercolano e la sua costruzione risale al II secolo a.C.: fu esplorata tra il 1909 e il 1910 e in seguito tra il 1929 e il 1930; deve il suo nome a una serie di affreschi presenti nel triclinio, con figure a grandezza naturale, tecnica chiamata megalographia, che rappresentano o uno spettacolo di mimi, o momenti di un rito, oppure i preparativi per un matrimonio. La villa, a due piani, presentava sia ambienti rustici, come il forno, le cucine e il torchio, sia residenziali, come l'atrio, una veranda e il quartiere termale.

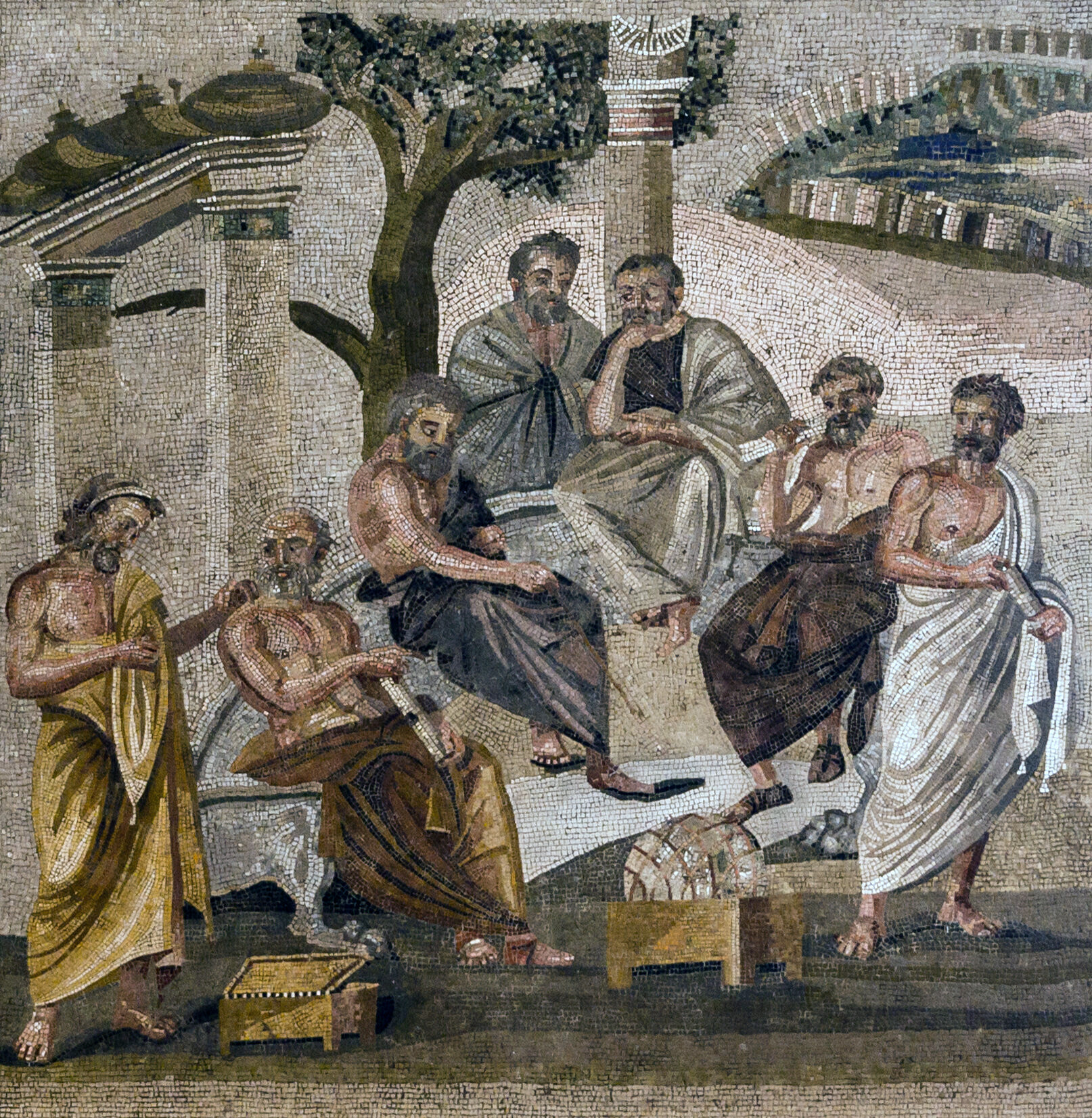
Il mosaico dell'Accademia di Platone proveniente dalla Villa di Titus Siminius Stephanus

La Villa di Diomede, situata sempre nei pressi di porta Ercolano, a poca distanza da Villa dei Misteri, deve il suo nome a una tomba posta di fronte all'ingresso, appartenuta a Marcus Arrius Diomedes. Fu scavata tra il 1771 e il 1774 e presenta ambienti sia residenziali che rustici, oltre a un ampio quartiere termale e un triclinio con vista sul mare; una scala inoltre permetteva l'accesso a un ambiente inferiore costruito su un criptoportico e utilizzato come cantina, presso il quale furono trovati diversi corpi sepolti dall'eruzione e una cospicua somma di denaro.
La Villa Imperiale si trova invece nei pressi di porta Marina e fu scoperta nel 1943: si tratta di un'estesa struttura, costruita abusivamente alla fine del I secolo a.C., nei pressi del tempio di Venere: fu notevolmente danneggiata dal terremoto del 62 e in seguito restaurata. La costruzione è preceduta da un lungo portico, ricco di edicole, lungo circa 90 metri, mentre il triclinio è il più grande rinvenuto a Pompei e presenta dei cicli pittorici in quarto stile, anche se non mancano esempi di pittura in terzo stile, che gli artisti mantennero durante i lavori di ristrutturazione.
La Villa di Giulia Felice, situata nei pressi di Porta Sarno, fu esplorata tra il 1755 e il 1757 e poi nuovamente tra il 1953 e il 1953. La casa, che a seguito del terremoto del 62 fu data in parte in affitto, è formata da un doppio atrio, un peristilio con al centro una peschiera e un altare dedicato a Iside e un triclinio che aveva la funzione di grotta, dalla quale sgorgava acqua, che attraverso un sistema di cascate terminava nell'ampio giardino.
Di altre ville si conosce l'esistenza perché esplorate durante il periodo borbonico, per essere depredate degli oggetti e pitture, o ritrovate accidentalmente, ma poi successivamente riseppellite: sono di esempio la Villa di Cicerone, la Villa di Titus Siminius Stephanus e l'Edifizio dei Triclini. La Villa di Cicerone, posta poco fuori porta Ercolano, fu scavata nel 1763 e vennero recuperati diversi affreschi e due mosaici, realizzati da Dioscuride di Samo, in opus vermiculatum; la Villa di Titus Siminius Stephanus, nei pressi di porta Vesuvio, restituì il mosaico raffigurante l'Accademia di Platone; l'Edificio dei Tricilini, scoperto in località Moregine nel 2000, a quasi un chilometro da porta Stabia, durante i lavori di ampliamento dell'autostrada Napoli – Salerno, era caratterizzato da tre triclini e un ampio peristilio con giardino e piscina.

## Case

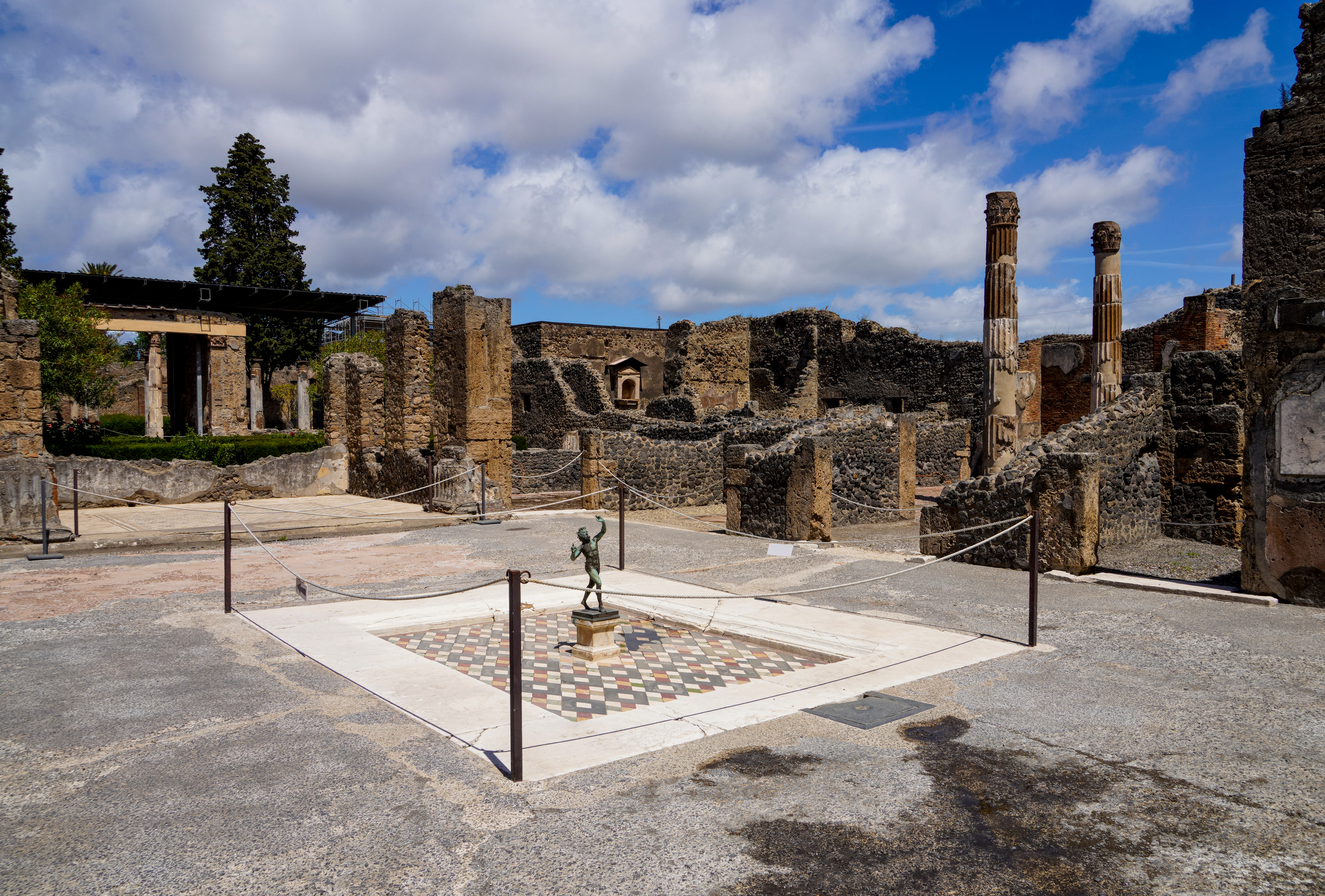
Limpluvium della casa del Fauno

Le case erano strutturate principalmente in tre tipologie, a seconda del ceto sociale e delle ricchezze del proprietario: le domus appartenevano ai ricchi ed erano abitazioni molto grandi che si disponevano solitamente intorno a un atrio; avevano inoltre una zona dove si svolgeva la vita domestica, come cucine e stanze da letto e una zona di rappresentanza, come il tablino, triclinio e un peristilio con al centro il giardino, spesso ornato con fontane e non di rado un quartiere termale. Case più piccole invece erano di proprietà del ceto medio ed erano composte per lo più da un cortile centrale scoperto intorno al quale si aprivano i cubicoli e un piccolo giardino adibito a orto. Infine le cosiddette pergule, piccole case che appartenevano ai commercianti, formate da un vano che affacciava sulla strada e utilizzato come bottega e, sul retro, piccole stanze, sfruttate sia come magazzini che come abitazioni. Alcune tra le case più importanti:
La casa del Citarista, dal nome di statua raffigurante Apollo Citarista, deve il suo aspetto attuale al I secolo a.C., a seguito di numerose ristrutturazioni, frutto delle aggiunte di altre piccole case circostanti: di proprietà dei Popidii, come testimoniato da insegne elettorali, presenta due peristili con sculture di animali in bronzo, ambienti termali e un'area commerciale adibita a panificio, pasticceria e taverna.
La casa del Menandro, di proprietà dei Poppaei, risale al III secolo a.C. e ha subito poi numerosi rifacimenti che hanno incentrato la costruzione attorno al peristilio: presenta un atrio tuscanico con pitture in quarto stile, un salone con la raffigurazione umoristica delle nozze di Ippodamia ed un mosaico rappresentate scene nilotiche e un quartiere termale con il calidarium adornato con mosaico con scene di animali marini.
La casa di Ottavio Quartione, che deve il nome al proprietario di cui è stato ritrovato il sigillo, è anche chiamata di Loreio Tiburtino e fu costruita nel II secolo a.C. e successivamente ampliata, soprattutto a seguito del terremoto del 62: la maggior parte della struttura si sviluppa attorno all'atrio; di notevole interesse è il sistema di vasche: quella superiore era decorata con statue di divinità egizie, mentre quella inferiore, che attraversa il giardino, è divisa in tre scomparti, probabilmente per ospitare pesci; tra la vasca superiore e quella inferiore era posto il sacello.

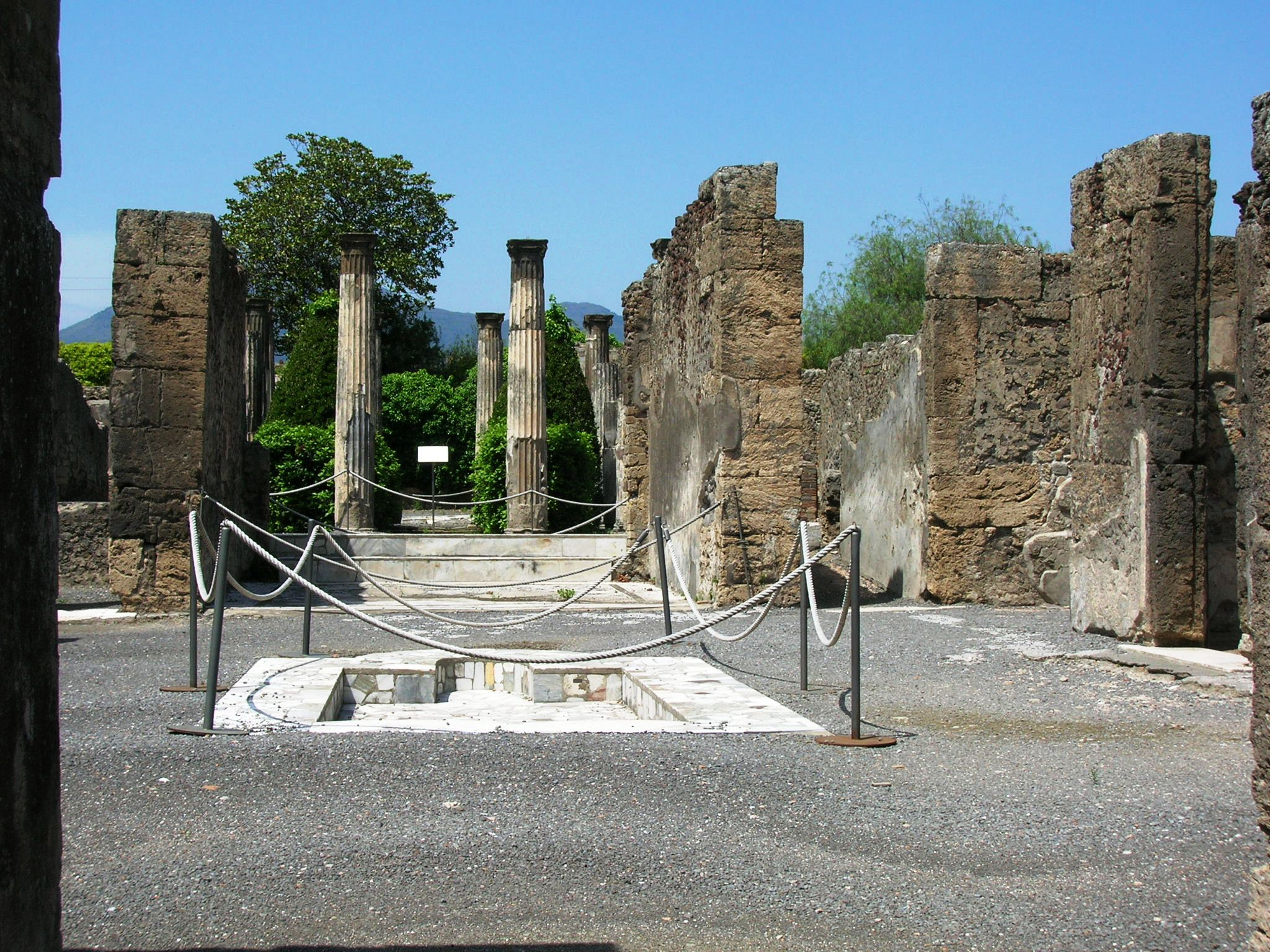
L'atrio della Casa di Pansa

La Casa di Pinarius Cerialis era di proprietà di un gemmarius, ossia di un intagliatore di pietre e gemme: al suo interno infatti sono state ritrovate centosedici tra gemme, pastiglie vitree e cammei. Di buona fattura le pitture all'interno di un cubicolo, raffigurante scene di teatro.
La casa degli Amorini Dorati fu costruita nel III secolo a.C. e ampliata nel I secolo a.C. e apparteneva a Gnaeus Poppaeus Habitus: così chiamata a seguito del ritrovamento di una lamina d'oro sul quale erano disegnati degli amorini, si sviluppa intorno al peristilio con giardino, decorato con statue in marmo e affreschi che rappresentano divinità egizie; notevole il salone, con decorazioni in terzo stile e pavimentazione a mosaico.
La casa del Fauno risale al II secolo a.C. anche se fu notevolmente ampliata nel secolo successivo: ha una superficie di circa 3 000 metri quadrati ed è così denominata per il ritrovamento di una statua in bronzo raffigurante un fauno, al centro dell'impluvium. Sicuramente una delle maggiori dimore di Pompei, ha due giardini con peristilio e due atri ed era decorata con affreschi in primo stile e pavimentata con mosaici, tra cui quello dell'esedra, raffigurante la battaglia tra Dario e Alessandro, oggi al museo archeologico nazionale di Napoli.
La casa dei Vettii deve il suo nome alla famiglia a cui apparteneva, i Vettii appunto, come testimoniato da diverse iscrizioni elettorali e sigilli: l'abitazione, imperniata intorno al peristilio, fu ristrutturata nel I secolo. All'ingresso è l'affresco di Priapo e il larario, mentre nella cucina sono state ritrovate numerose pentole; la maggior parte della casa presenta affreschi in quarto stile, con pannelli colorati nel caratteristico rosso pompeiano.
La casa del Centenario è così chiamata in quanto esplorata nel 1879 a diciotto secoli di distanza dall'eruzione del Vesuvio ed è una delle case più grandi di Pompei, frutto dell'unione di tre abitazioni: l'atrio è in stile tuscanico con pavimento a mosaico e pitture a soggetto teatrale, mentre il tablino dà l'accesso al peristilio porticato; al centro del giardino è la piscina, mentre sul fondo un piccolo ninfeo: la casa è dotata anche di un secondo quartiere più piccolo, con atrio centrale, circondato da stanze.
La casa dei Dioscuri fu costruita nell'ultima fase di Pompei e venne esplorata tra il 1828 e il 1829: la costruzione presenta un atrio corinzio con dodici colonne in tufo e le pitture sono tutte in quarto stile, tra cui quella dei dioscuri Castore e Polluce; finemente decorato anche il peristilio con elementi architettonici e nature morte.

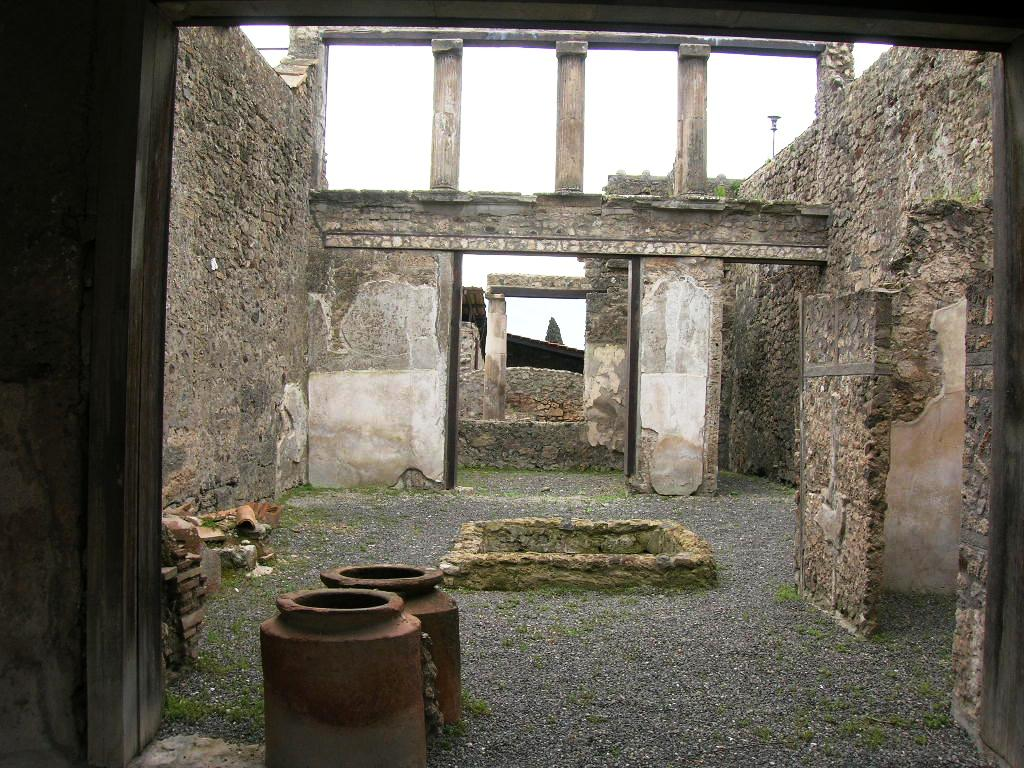
Una casa adibita anche a taberna

La Casa del Chirurgo è una delle più antiche di Pompei, risale infatti al III secolo a.C., anche se poi nel corso degli anni ha subito due grossi interventi di restauro ed è così chiamata per il ritrovamento di numerosi oggetti medici, come sonde e bisturi: i muri interni sono costruiti a opera a telaio, mentre le uniche opere decorative ancora presenti sono una serie di affreschi in un ambiente finestrato, nei pressi del giardino, in primo e in quarto stile.
La casa del Forno risale al II secolo a.C. e fu ristrutturata a seguito del terremoto del 62: al momento dell'eruzione i lavori non erano ancora terminati; proprio a seguito dell'evento sismico, la zona residenziale fu spostata al piano superiore, mentre quello inferiore fu trasformato in panificio: sono infatti presenti il forno, le macine e la cucina. La casa presenta inoltre un giardino, dove era posta anche una stalla, nella quale fu probabilmente ritrovato lo scheletro di un mulo.
La casa del Poeta Tragico fu scavata tra il 1824 e il 1825 e ha delle dimensioni ridotte rispetto alle altre grandi case di Pompei: All'ingresso è collocato un mosaico che reca la scritta:
All'interno erano presenti diversi affreschi poi staccati e conservati al museo nazionale di Napoli, come la scena di prove teatrali, da cui la casa prende il nome, oppure episodi dell'Iliade. La casa inoltre venne scelta come modello per il romanzo di Edward Bulwer-Lytton Gli ultimi giorni di Pompei.
La casa di Pansa apparteneva a un ricco commerciante campano, Alleius Nigidius Maius, anche se negli ultimi anni fu data in affitto: costruita probabilmente tra il 120 e il 140 a.C., nel giardino furono ritrovati capitelli in ordine ionico. L'ingresso, l'atrio e il tablino sono posti in asse; la particolarità della casa è la pavimentazione in pietre colorate che adornano il marciapiede antistante e il vestibolo.

## Edifici pubblici

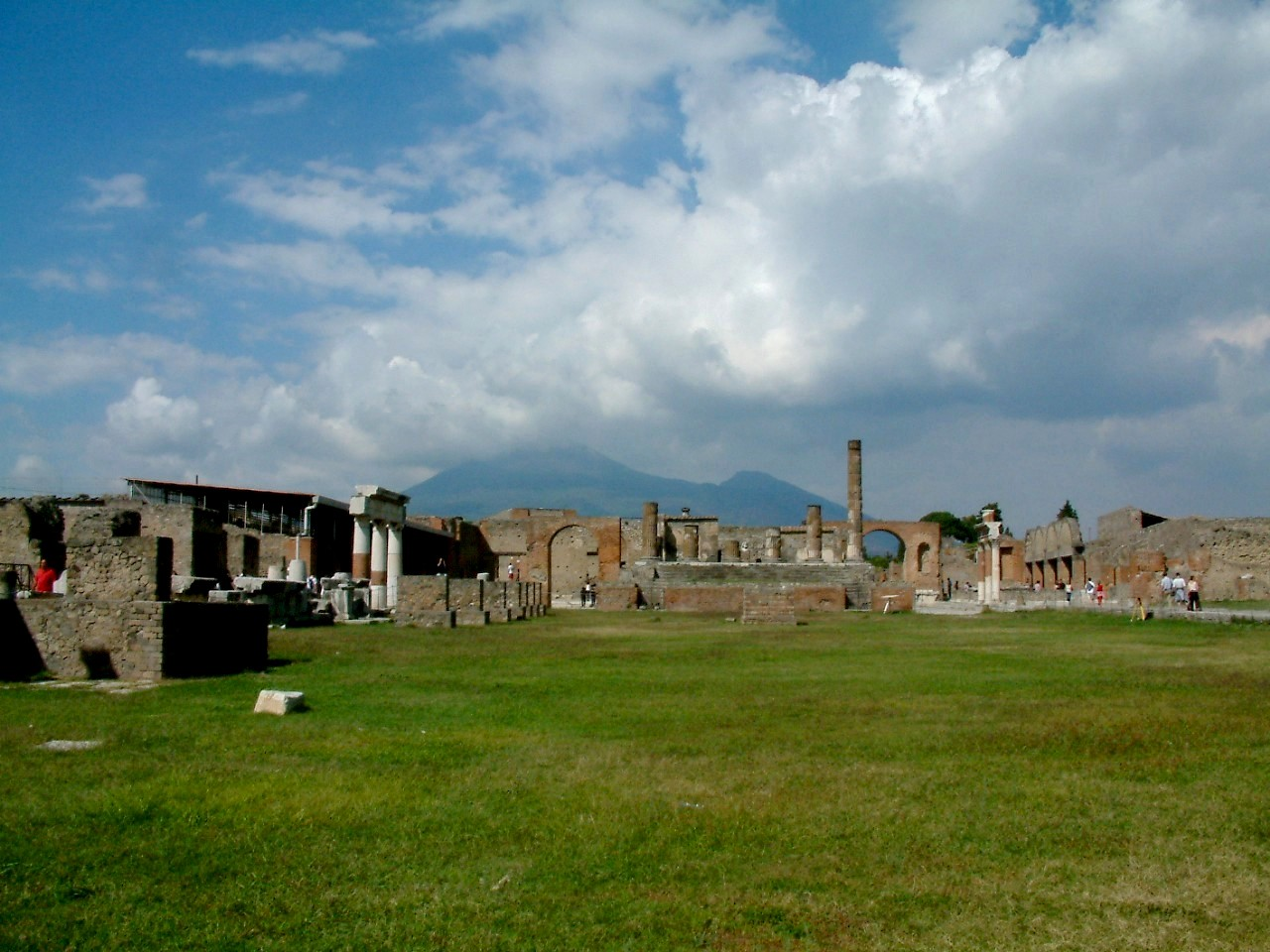
Il Foro

La vita quotidiana dei pompeiani e loro attività |politiche e commerciali si svolgevano in luoghi separati, con sedi ben definite.
Il Foro di Pompei, poco lontano da Porta Marina, era il cuore della città: fu sistemato nel II secolo a.C., abbattendo le numerose botteghe che lo circondavano e l'enorme piazza fu abbellita con statue, mai ritrovate, di dei o di cittadini illustri; a delimitare lo spazio del foro erano gli archi onorari: se ne conservano tre e avevano una funzione puramente scenica, rivestiti completamente in marmo ed erano dedicati ad Augusto, a Tiberio e a Caligola. Il transito dei carri era interdetto e una parte, sul lato ovest, era riservata agli oratori. Intorno al foro si affacciavano gli edifici più importanti della città, come quelli dell'Amministrazione Pubblica, dove si riunivano le personalità politiche, costruiti al periodo precedente all'80 a.C. e ristrutturati a seguito del terremoto del 62; la Basilica, riservata alla giustizia e alle faccende economiche, fu costruita nel II secolo a.C. e presenta una pianta rettangolare, divisa in tre navate, dove restano tracce di decorazioni in primo stile; la Mensa Ponderaria, ossia l'ufficio della misurazione delle capacità e del peso: era costituita da due banchi soprapposti, con cavità di diverse misure e aperture per la fuoriuscita del prodotto misurato; e ancora il Tempio di Apollo, di Vespasiano e quello di Giove, il Santuario dei Lari Pubblici e le Terme del Foro.

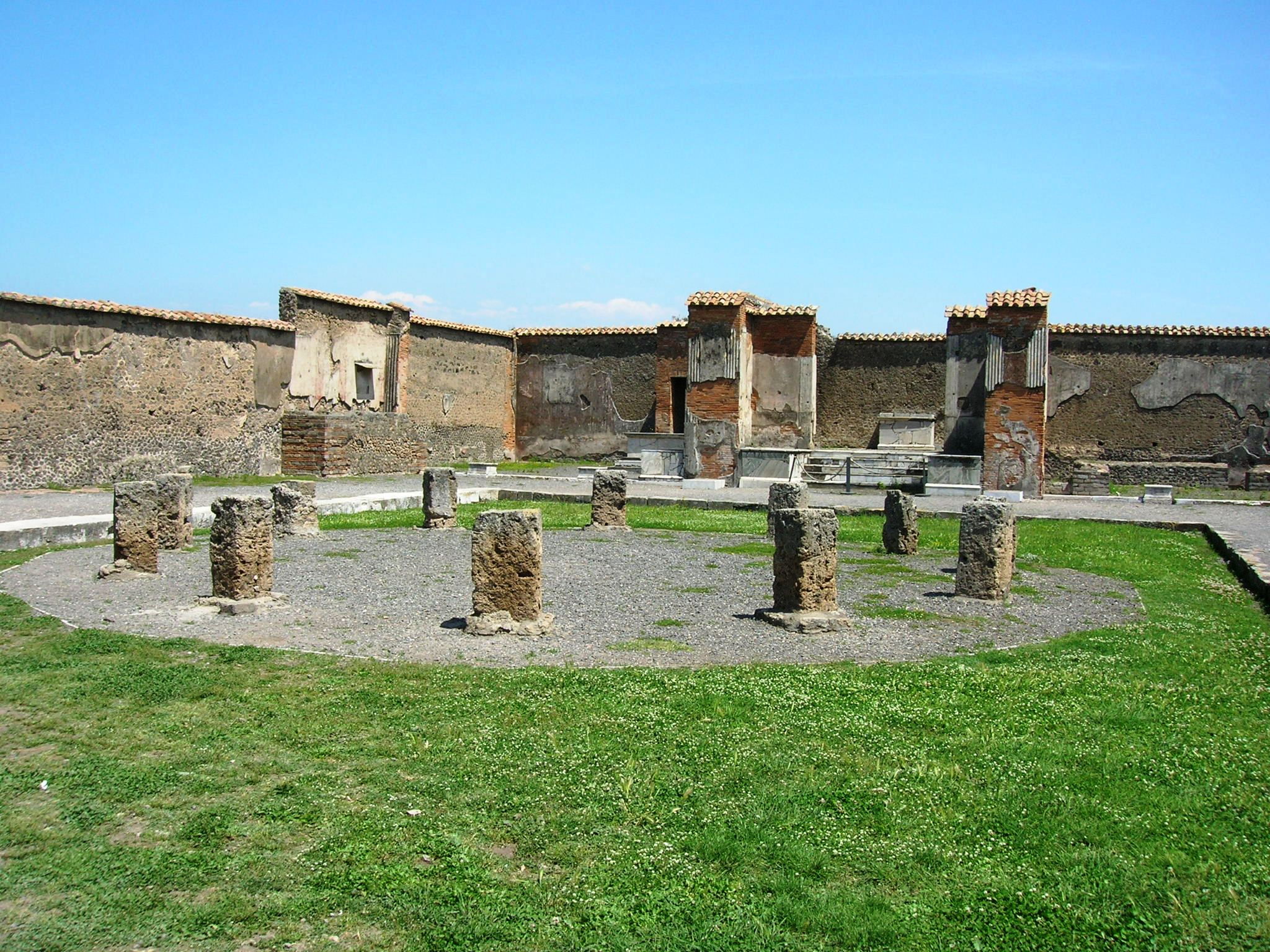
Il Macellum

Il Foro Triangolare, altra importante piazza di Pompei, situato nella zona meridionale della città, esposto verso il mare e il fiume Sarno, fu costruito intorno al II secolo a.C., a seguito dei lavori di risistemazione della zona dei teatri: l'accesso avviene tramite propilei con colonne ioniche e all'interno è un portico composto da novantacinque colonne, eccetto sul lato sud per consentire la vista sul golfo di Napoli; è inoltre presente un vialetto probabilmente utilizzato per corse e un thòlos, costruito intorno a un pozzo sacro, con colonne doriche.
Il Macellum era il mercato della città: costruito nel II secolo a.C., con decorazioni in quarto stile, vi si accede attraverso un portico, decorato con statue e all'interno è un cortile porticato sotto il quale si aprivano le botteghe; al centro erano poste le basi per sostenere la copertura: oltre alla vendita di pesce e carne, si organizzavano anche banchetti in onore dell'imperatore. I Granai del Foro era invece il mercato della frutta e della verdura e probabilmente al momento dell'eruzione non era ancora completato o non in uso: la struttura è un semplice porticato, nei pressi di una latrina ed è oggi utilizzato come deposito dei reperti rinvenuti nel corso degli scavi, oltre a ospitare diversi calchi.

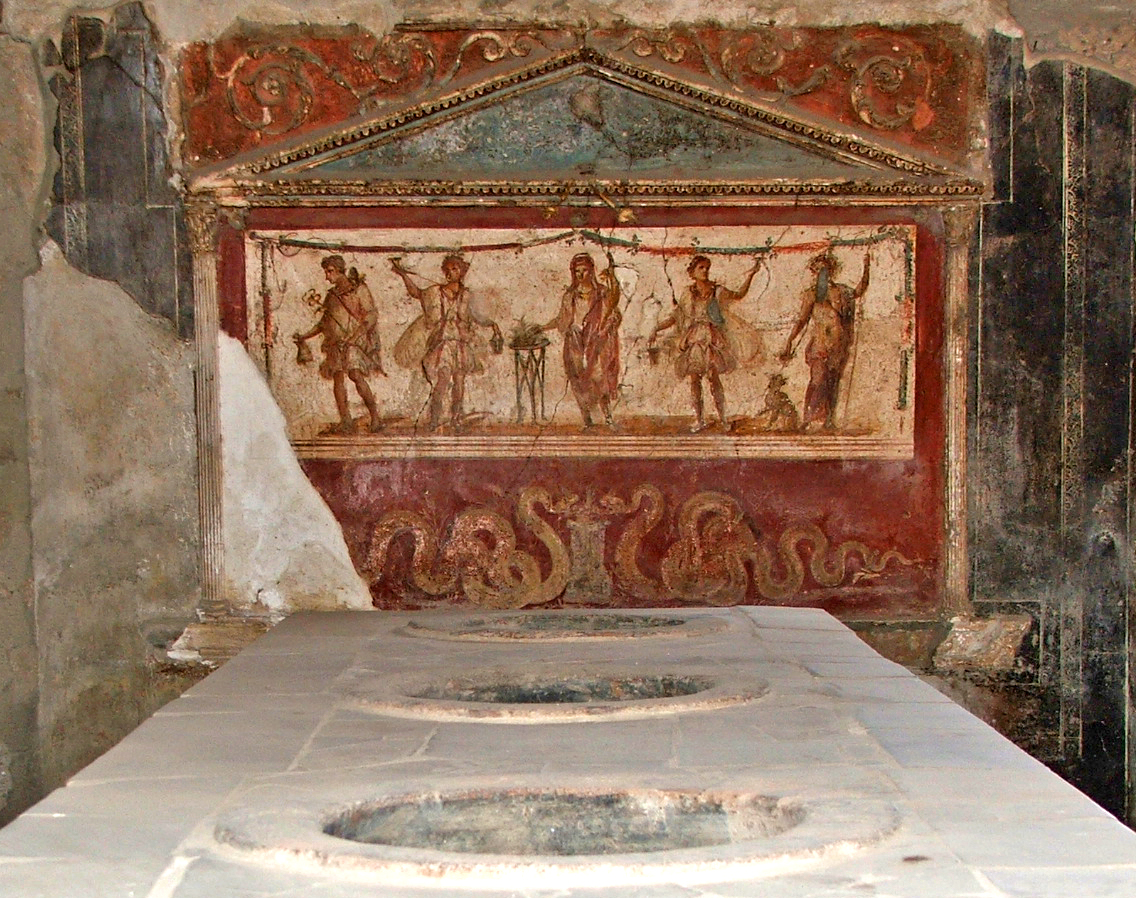
Un thermopolium

Molto utilizzato nell'antica Pompei era il pane: esistevano circa trentaquattro panifici, con forni a legna, macine e un banco per la vendita. Il panificio di Popidio Prisco era gestito da un liberto, il panificio di Modesto, o Casa del Forno, era invece il più grande della città e il panificio di Soterico, anch'esso tra i più grandi, conserva il locale dedicato all'impastatura del pane.
I termopoli erano edifici nel quale venivano venduti cibi caldi e bevande e a Pompei se ne contavano poco meno di un centinaio. Il Thermopolium di Vetutius Placidus affacciava direttamente sulla strada, presentava un bancone e diversi dolia, oltre a un locale retrostante la bottega dove poter consumare il pasto: interessante il larario con affreschi dei Lari e Mercurio e Dioniso e un triclinio decorato in terzo stile. Nel termopolio di Asellina, con bancone di vendita, sono state ritrovate numerose suppellettili, sia in bronzo sia in terracotta; la facciata esterna reca una rappresentazione di brocche e imbuto e un'iscrizione elettorale con riferimento ad Asellina, probabilmente la proprietaria della locanda. Il Thermopolium della Fenice, lungo Via dell'Abbondanza, gestito da un orientale di nome Euxnius, è così chiamato per la presenza di una fenice sull'insegna esterna: oltre a un vasto orto coltivato a viti, all'interno fu ritrovato un affresco raffigurante pavoni su un prato.
L'Officina del Garum era addetta alla vendita del garum, una particolare salsa ottenuta dalla fermentazione delle interiora di pesci; nell'edificio sono stati ritrovati dei recipienti, chiusi da coperchi, con all'interno la salsa, mentre nel vicino giardino, era posto un grande deposito di anfore.

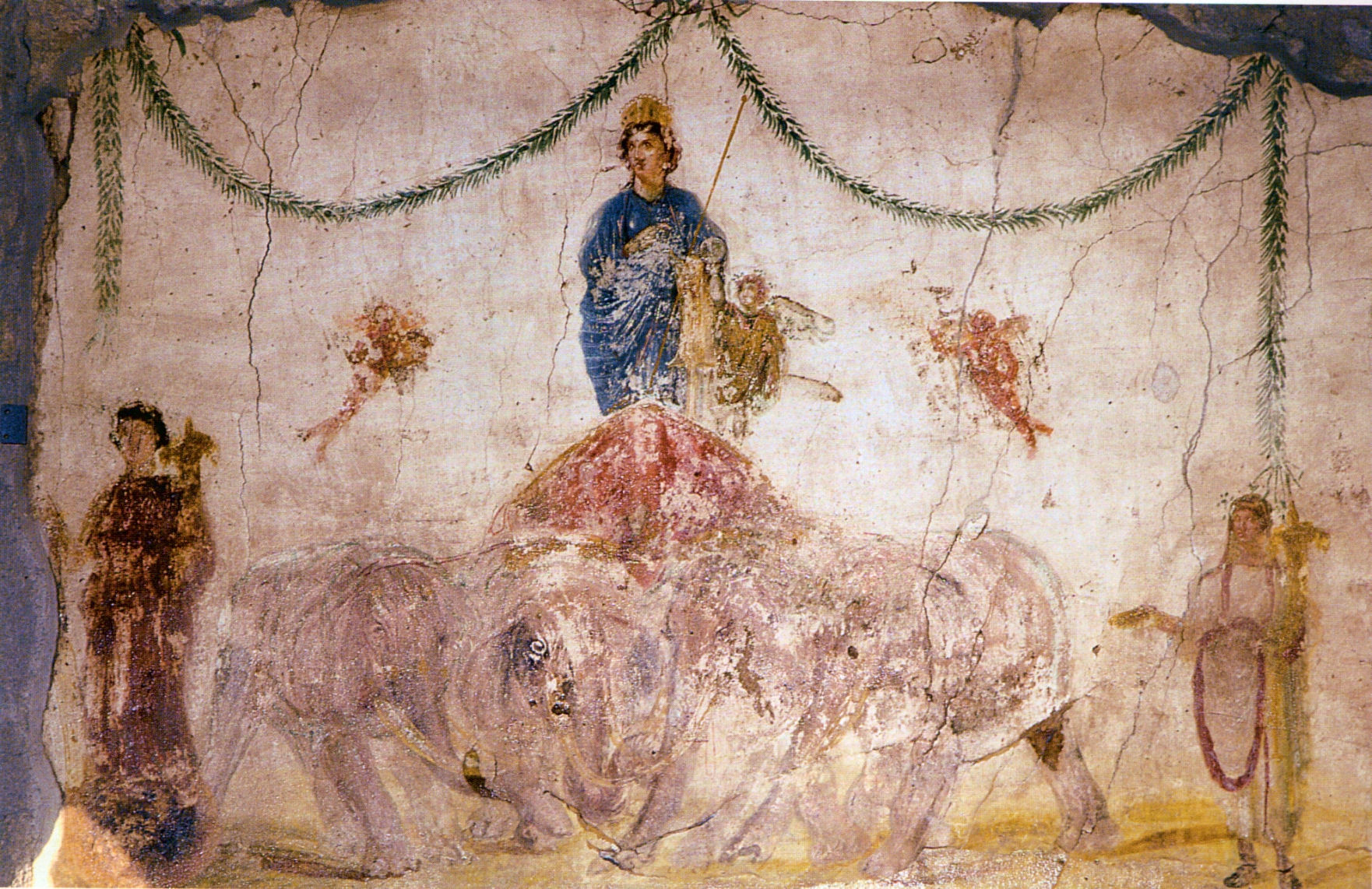
Affresco proveniente dall'Officina di Verecundus

Sviluppata a Pompei era la lavorazione della lana, con tredici officine che lavoravano il materiale grezzo, sette che effettuavano la filatura, nove la tintura e diciotto il lavaggio: l'Edificio di Eumachia, dal nome della sacerdotessa che ne aveva voluto la costruzione, era o il mercato della lana, oppure sede della corporazione dei fullones; la costruzione avvenne dopo il 62 ed era interamente in opera laterizia. All'interno presenta numerose nicchie, nelle quali erano ospitati delle statue, per lo più riguardanti la famiglia imperiale, un colonnato, due corridoi laterali e nei pressi dell'ingresso era posta una giara, nella quale si raccoglieva l'urina, utilizzata come detergente per gli abiti. La fullonica di Stephanus, dal nome del proprietario o gestore, era originariamente una casa poi trasformata in magazzino per la lavorazione dei tessuti: al piano inferiore si svolgeva l'attività lavorativa e quella di lavaggio, effettuato in grosse vasche con acqua, soda e urina, mentre al piano superiore si provvedeva all'asciugatura delle vesti. L'Officina di Verecundus era dedicata alla tessitura, bollitura e vendita delle stoffe: sulla facciata era raffigurato Mercurio e Venere, mentre all'interno è stato ritrovato un calderone in bronzo decorato con un fallo alato, oltre a un architrave decorato con Apollo, Giove, Diana, Mercurio e Venere.
Il Castellum Aquae era il principale edificio per il rifornimento idrico della città: situato a un'altezza di 42 metri, nei pressi di Porta Vesuvio, convogliava le acque provenienti dall'acquedotto romano del Serino in un sistema di tre condutture regolate da saracinesche. Fu ristrutturato a seguito del sisma del 62 e presentava una struttura circolare in opera incerta, laterizia e reticolata, con una cupola di 6 metri di diametro: al momento dell'eruzione, l'intero sistema idrico e quello delle fontane pubbliche non era in funzione.
La Schola Armaturarum fu costruita negli ultimi anni di vita di Pompei ed era un edificio di stampo militare dove i giovani venivano istruiti alla lotta e alle arti gladiatorie; inoltre fungeva da deposito per le armi, come testimoniato da un elevato numero di armature ritrovate al suo interno. La struttura, originariamente adibita a casa, presentava particolari decorazioni in stile militare come rami di palma, vittorie alate e candelabri con aquile: tuttavia tutti gli ornamenti sono andati perduti a seguito di un crollo verificatosi il 6 novembre 2010.

## Edifici ludici

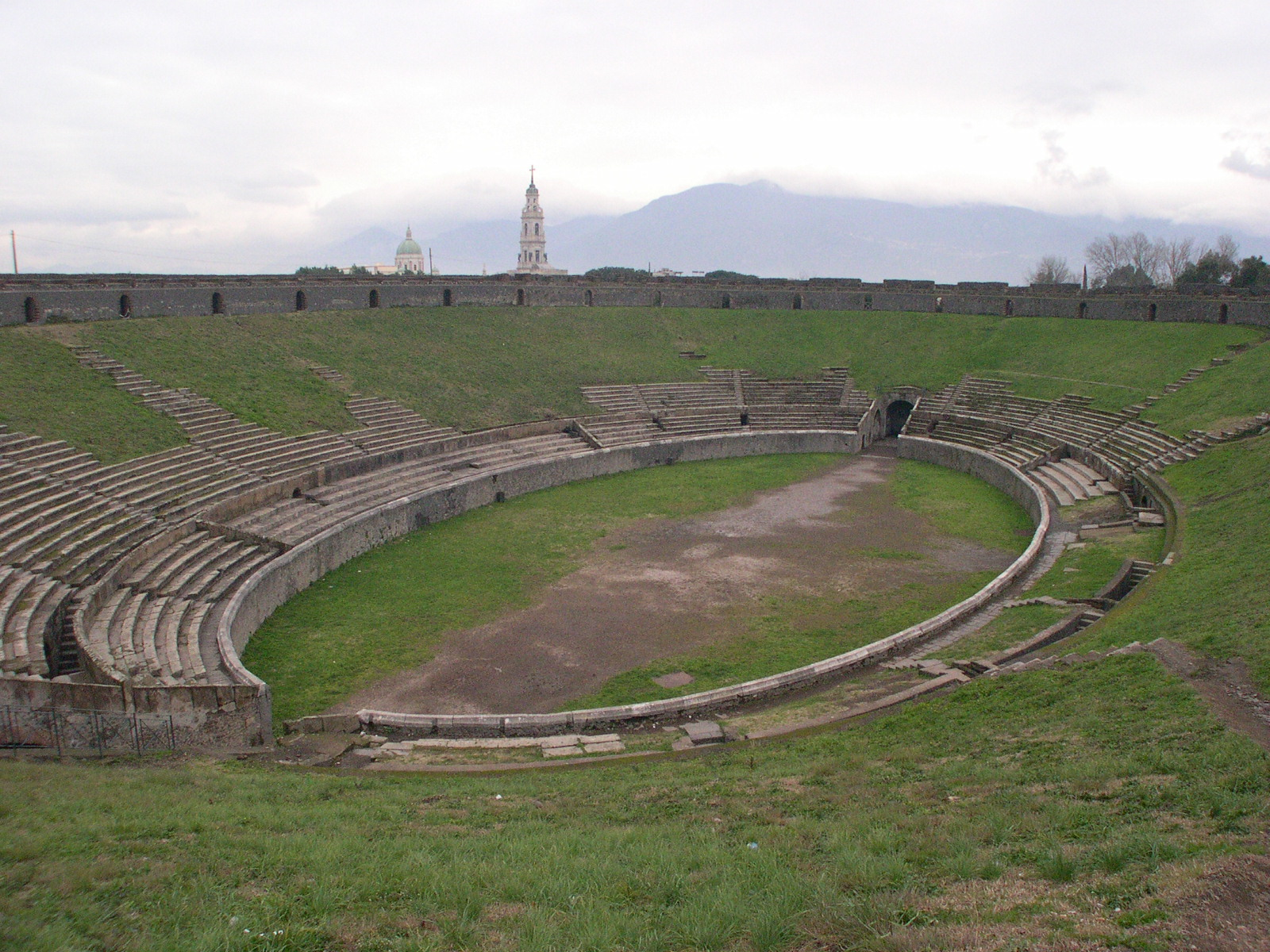
L'Anfiteatro

Erano molteplici le attività di intrattenimento dei pompeiani: spettacoli di gladiatori nell'anfiteatro, spettacoli culturali come commedie, poesie o musica nei teatri, bagni, massaggi e ginnastica nelle strutture termali, combattimenti e allenamenti militari nelle palestre e svago sessuale nei lupanari.
L'Anfiteatro di Pompei fu costruito tra l'80 e il 70 a.C. e, in seguito, ristrutturato dopo il terremoto del 62: risulta essere uno dei più antichi, nonché uno dei meglio conservati al mondo e aveva una capienza di circa ventimila persone. All'esterno presenta un ordine inferiore ad archi ciechi, realizzati in opera incerta, mentre l'ordine superiore presenta archi a tutto sesto. L'arena è in terra battuta ed è divisa dalla platea da un parapetto altro circa due metri, che, prima dell'eruzione, era affrescato con immagini di lotte tra gladiatori; la cavea è divisa in tre zone, destinata ai diversi ceti sociali degli abitanti della città e l'intero complesso disponeva di un velarium che veniva utilizzato per proteggere gli spettatori dal sole o dalla pioggia. L'anfiteatro fu inoltre lo scenario di una violenta rissa tra pompeiani e nocerini, nel 57, che portò a numerosi feriti e alla perdita di diverse vite umane: a seguito di questo evento, il senato decise di chiudere l'edificio per dieci anni, ma il provvedimento fu poi annullato dopo il terremoto del 62.

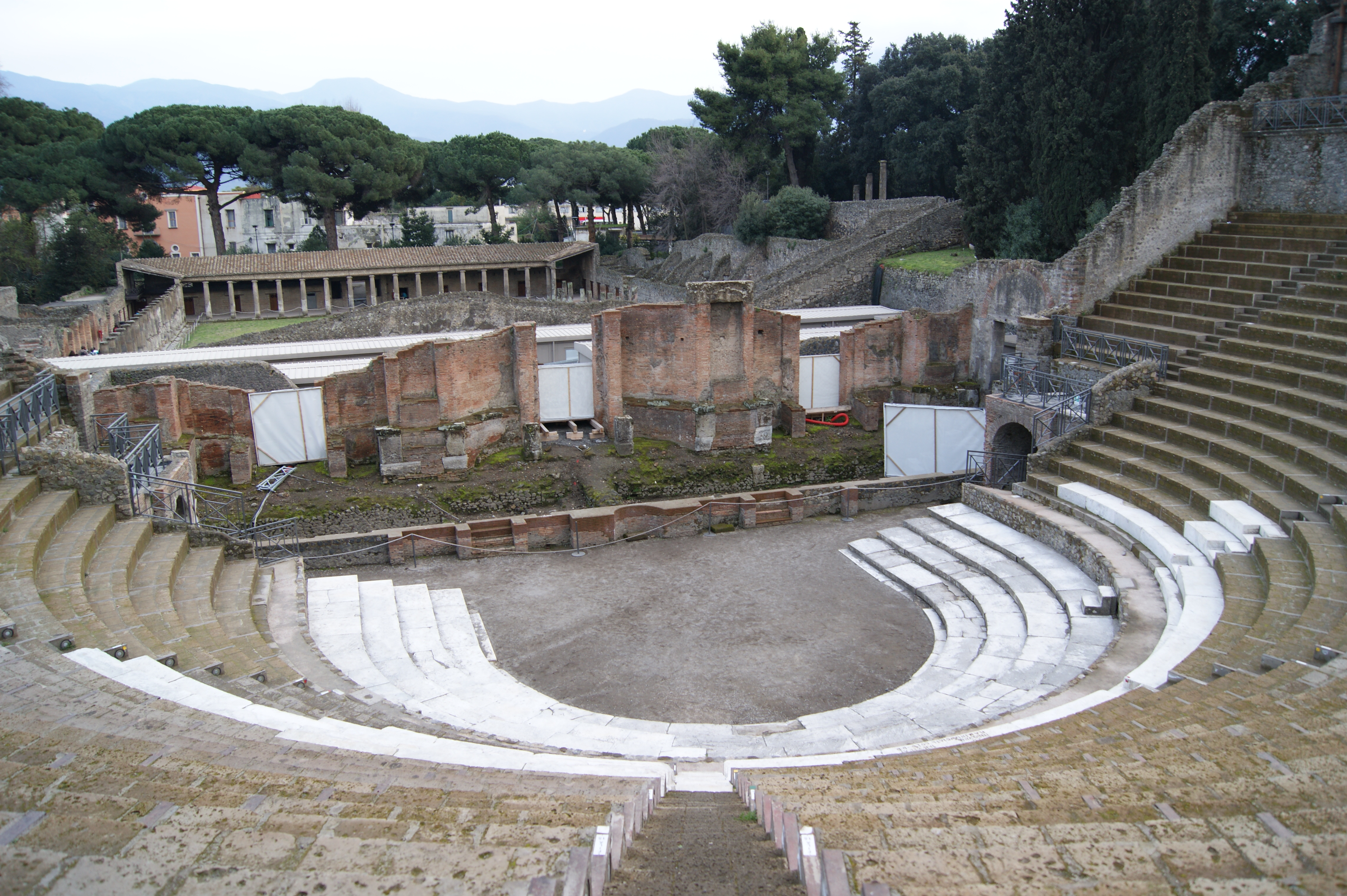
Il Teatro Grande

Il Teatro Grande fu costruito durante l'epoca sannita e subì nel corso degli anni numerosi rifacimenti: realizzato in opus incertum, con una tipica architettura greca, era in grado di ospitare circa cinquemila spettatori. La zona dell'orchestra è disposta a forma di ferro di cavallo, la cavea è divisa in tre ordini e tutta la struttura poteva essere coperta da un velarium; la scena fu ricostruita dopo il terremoto del 62, in opera laterizia ed era decorata con marmi e statue, mentre lo sfondo voleva imitare un palazzo principesco. Il Teatro Piccolo, chiamato anche Odeion, fu costruito intorno all'80 a.C. ed era in grado di ospitare un pubblico di circa milletrecento persone: al suo interno venivano declamate poesie e si svolgevano spettacoli musicali. La struttura ricorda quella del Teatro Grande, con pianta semicircolare: la cavea divisa in due parti, con le gradinate decorate da telamoni, mentre l'orchestra è pavimentata in marmo. Il Quadriportico dei Teatri fu costruito intorno all'80 a.C. ed era utilizzato come foyer per gli spettatori del Teatro Grande; a seguito del terremoto del 62 venne riconvertito in palestra per gladiatori e lungo le mura perimetrali, dove prima era un colonnato, fu aggiunto un secondo piano, utilizzato come alloggio per i combattenti e luogo per gli allenamenti: durante la sua esplorazione furono trovati diversi cadaveri, tra cui un bambino di pochi giorni posto in una giara e una matrona con un grosso quantitativo di gioielli.

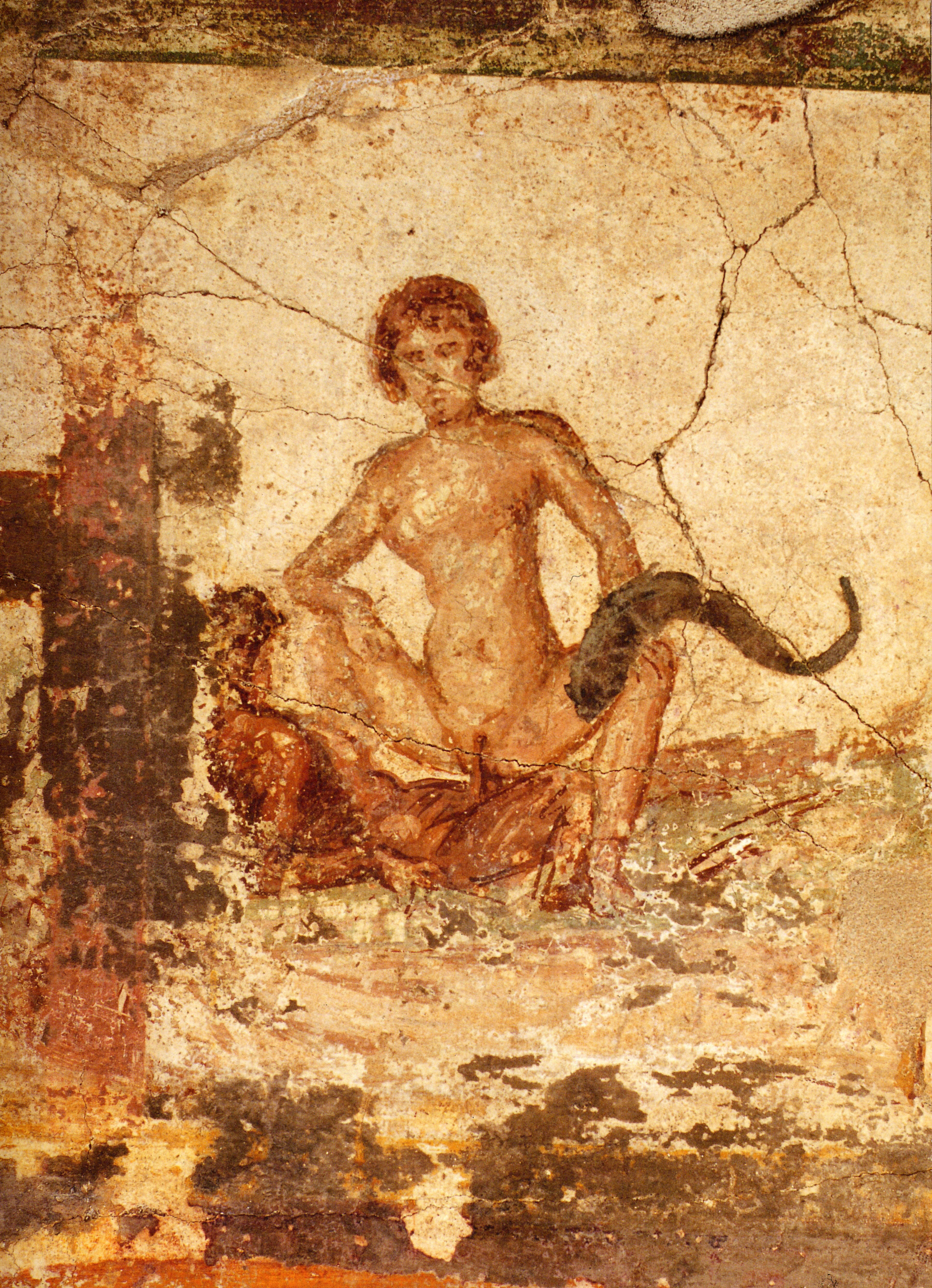
Affresco delle Terme Suburbane

Le Terme Stabiane erano il complesso termale più antico della città: risalivano infatti al IV-III secolo a.C. e avevano subito nel corso degli anni numerosi rifacimenti. Nella parte est, divisi in due sezioni, per uomini e donne, sono l'apodyterium, il frigidarium, il calidarium e il tepidarium, oltre alle fornaci: tutta la pavimentazione era completamente riscaldata; a nord è posta una latrina, mentre a ovest una piscina. Si conservano raffigurazioni in stucco, tipiche del quarto stile, di soggetti mitologici e personaggi pompeiani. Le Terme del Foro, costruite intorno all'80 a.C. seguivano come modello quelle Stabiane, ma offrivano prezzi più vantaggiosi: possedevano un apodyterium, un frigidarium, un tepidarium, riscaldato con un braciere, un calidarium e una palestra porticata; le decorazioni sono in stucco e raffigurano per lo più figure mitologiche e partizioni geometriche. Le Terme Centrali, nei pressi di Via di Nola, erano un complesso termale ancora in costruzione al momento dell'eruzione: mancavano infatti le fornaci, così come il giardino, la piscina e la palestra non erano stati ancora sistemati; nei pressi dell'ingresso principale sono presenti due piccoli ambienti che avrebbero dovuto servire da biglietteria e guardaroba. Le Terme Suburbane erano di proprietà privata e furono costruite nel I secolo a.C., fuori le mura della città: oltre ai normali ambienti avevano anche una piscina calda e una fredda, quest'ultima ornata da una finta grotta da cui sgorgava acqua; interessante l'affresco in quarto stile dello spogliatoio, ossia sedici pannelli raffiguranti scene erotiche, tra cui uno con protagonista due donne, unico esempio nella pittura romana.
La Palestra Grande fu costruita in sostituzione della Palestra Sannitica, durante il periodo augusteo, ma fu notevolmente danneggiata dal terremoto del 62, tant'è che al momento dell'eruzione non era utilizzata. Ha una pianta rettangolare e misura 140 metri di lunghezza per 130 di larghezza: il perimetro è interamente porticato con colonne ioniche, eccetto il lato est, mentre al centro del piazzale è posta una piscina con un fondo inclinato in modo tale da potere avere diverse profondità che andavano da un minimo di sessanta centimetri a un massimo di due metri; presente anche una latrina. La Palestra Sannitica risale al II secolo a.C., ma perse d'importanza a seguito della costruzione della Palestra Grande. Originariamente aveva dimensioni maggiori rispetto a quelle attuali: infatti, a seguito del terremoto del 62, parte della struttura fu distrutta per eseguire i lavori di ampliamento del vicino tempio di Iside: ha una pianta trapezoidale, con colonnato su tre lati e al suo interno, durante l'esplorazione, fu ritrovata una copia della statua raffigurante il Doriforo di Policleto.
Dei circa venticinque lupanari che esistevano a Pompei, il Lupanare della regio VII, era l'unico costruito con la precisa funzione di ospitare prostitute: si tratta di una struttura su due livelli, costruita poco prima dell'eruzione del 79. Sia il piano inferiore che quello superiore contano cinque stanze, anche se le camere del secondo piano sono di maggiori dimensioni: sulle porte d'ingresso sono gli affreschi erotici del tipo di prestazione sessuale svolta in quella stanza e si possono riscontrare inoltre duecento graffiti, per lo più nomi di prostitute e clienti.

## Templi

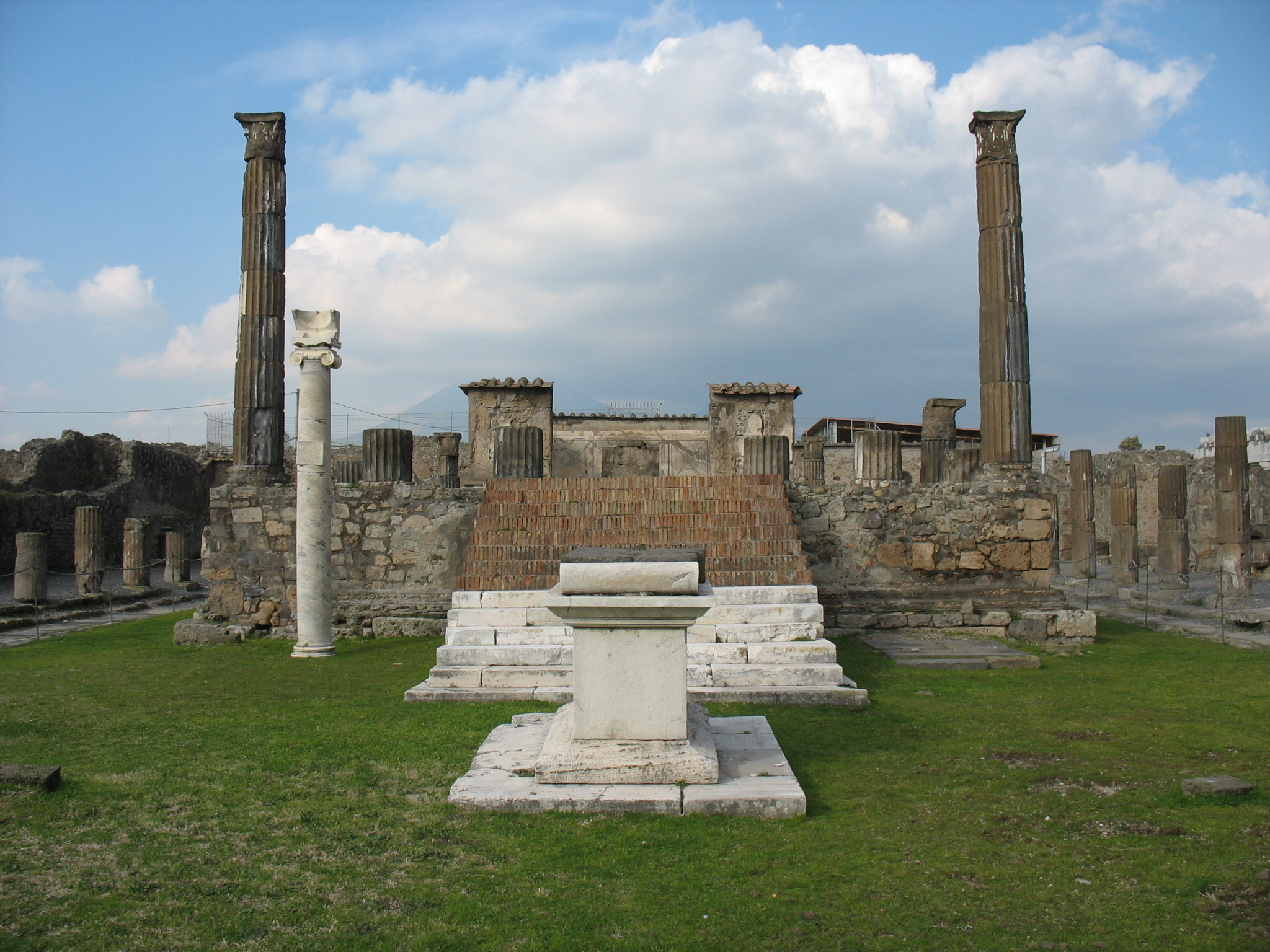
Il tempio di Apollo

La maggior parte delle strutture sacre di Pompei furono costruite tra il III e il II secolo a.C. e poi notevolmente ampliate a seguito della dominazione di Lucio Cornelio Silla: al momento dell'eruzione erano quasi tutte in ristrutturazione o ricostruzione a seguito del terremoto del 62.
Il Tempio di Apollo è uno dei più antichi di Pompei: fu infatti costruito tra il 575 e 550 a.C. e restaurato prima nel II secolo a.C. e poi a seguito del terremoto del 62; la struttura è circondata da un quadriportico in tufo, con colonne in stile ionico e trabeazione dorica. La scala d'accesso immette sull'alto podio, dove è posta la cella, pavimentata con pietre policrome; nel cortile sono poste le statue di Apollo e Diana nelle sembianze di arcieri, oltre a un altare risalente all'80 a.C. e una meridiana costruita probabilmente in età augustea.
Il Tempio Dorico risale alla prima metà del VI secolo a.C. e dopo numerose ristrutturazioni fu gravemente danneggiato dal sisma del 62 e conseguentemente abbandonato. Così chiamato in quanto costruito in stile dorico, era circondato da colonne e al centro era posta la cella; del tempio rimangono dei capitelli, dei gradini del basamento e una base sul quale erano probabilmente venerate le divinità di Atena ed Ercole, così come testimoniato dal ritrovamento di un'epigrafe.

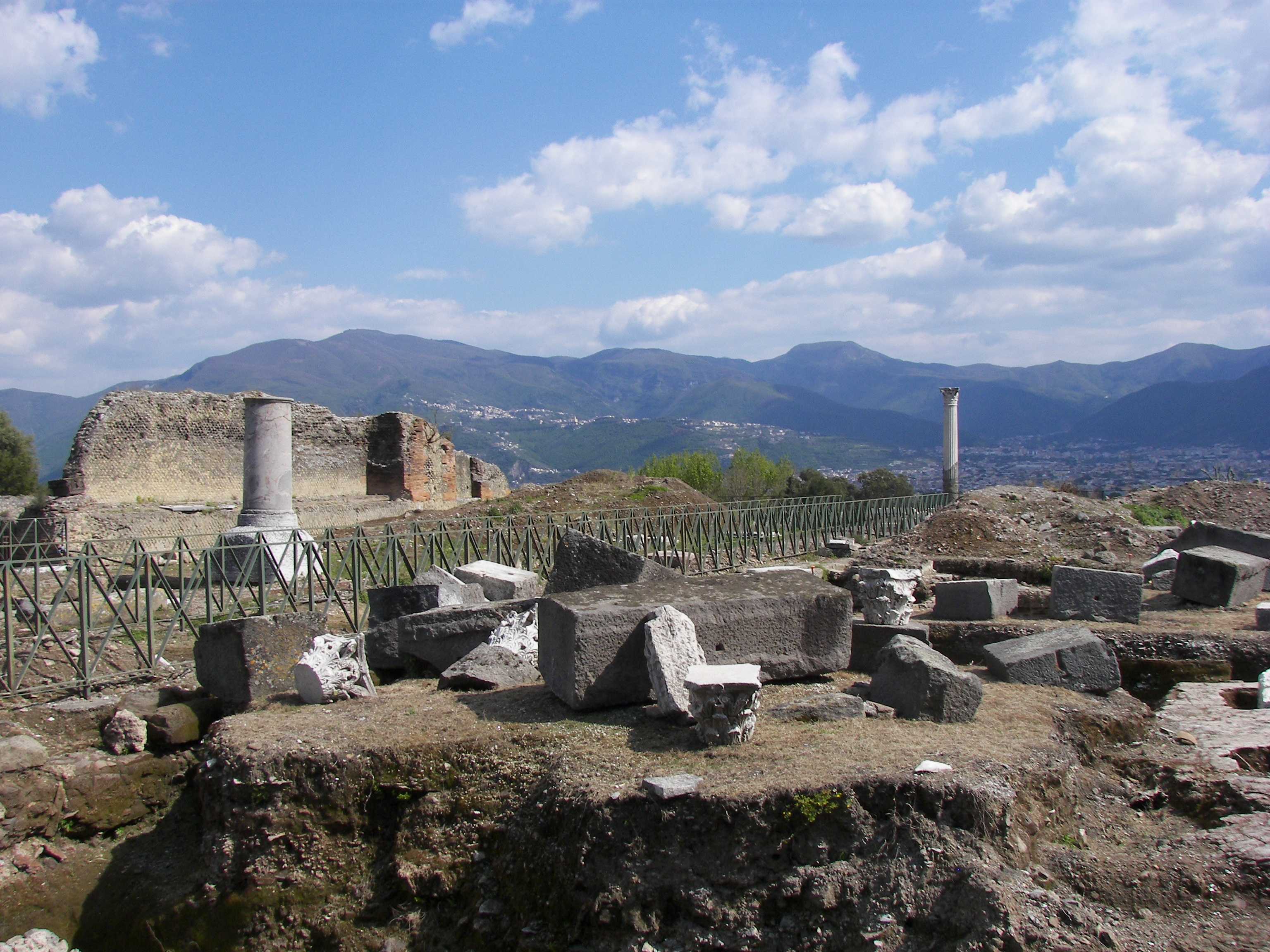
Il tempio di Venere

Il Tempio di Asclepio, così chiamato a seguito del ritrovamento di statue in terracotta che si rifacevano al personaggio della mitologia greca, è anche denominato di Giove Meilichio, appellativo utilizzato soprattutto nell'antica Grecia, per il culto della divinità connessa a riti segreti e dell'oltretomba. Situato nei pressi della via Stabia, è stato costruito intorno al III-II secolo a.C.; è costituito da un portico e un cortile, al centro del quale è posta un'ara in tufo, mentre il piedistallo sul quale venivano poggiate le statue per il culto è racchiuso in una cella sostenuta da colonne con capitelli corinzi.
Il Tempio di Iside, realizzato nel II secolo a.C. e restaurato a seguito del terremoto del 62, fu esplorato tra il 1764 e il 1766; la struttura è costituita da un portico, nel quale si aprono diversi ambienti di servizio, un pozzo e un purgatorium, mentre al centro è il pronao, realizzato con quattro colonne facciali e due laterali, dove in due nicchie erano poste le statue delle divinità Anubi e Harpokrate, mentre nella cella più larga era posto il basamento dov'era poggiata la statua di Iside: tutto il tempio aveva decorazioni in quarto stile, oggi conservate al museo archeologico di Napoli.
Il Tempio di Giove, situato nei pressi del foro, risale al II secolo a.C. ed è così chiamato per il ritrovamento della testa di una statua appartenente a Giove, anche se l'intero complesso era dedicato alla Triade Capitolina, ossia agli dei Giove, Giunone e Minerva. Il tempio poggia su un alto podio, restaurato tra il 13 e il 47 ed è caratterizzato da due ordini di colonne; la cella aveva una pavimentazione in pietra policroma, disposta ad opus scutulatum.

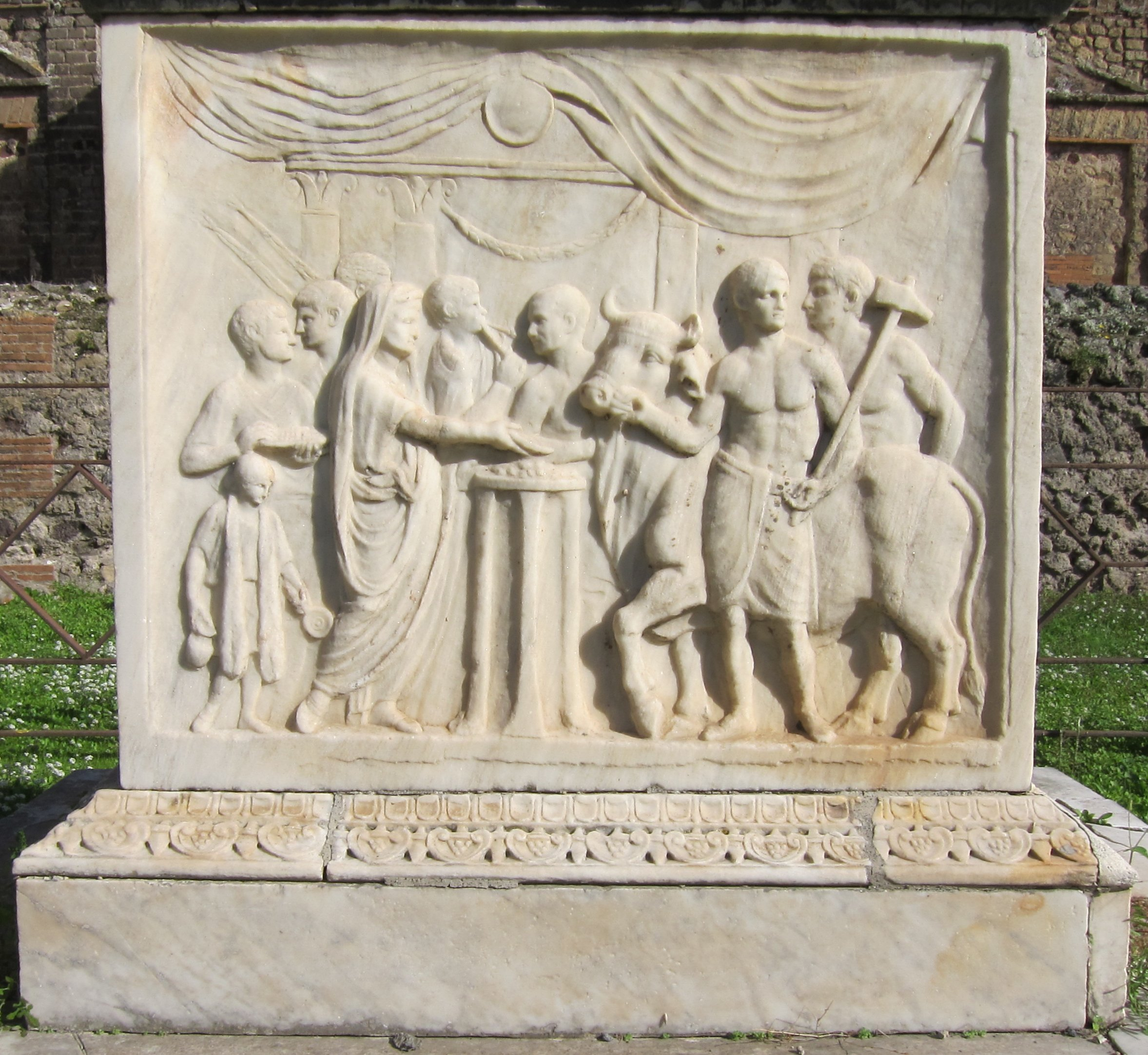
Decorazione dell'ara del tempio di Vespasiano

Il Tempio di Venere fu costruito a seguito della conquista di Lucio Cornelio Silla e dedicato alla dea della bellezza in quanto sia protettrice del generale romano, sia della città. Edificato su una collinetta tufacea, rivolto verso il mare e il fiume Sarno, il tempio doveva essere uno dei più belli di Pompei: composto da un portico decorato in marmi e poggiante su un podio in tufo, è stato completamente spogliato, facendone risultare difficile ogni interpretazione.
Il Tempio della Fortuna Augusta fu sicuramente costruito dopo il 13 a.C., al ritorno a Roma di Augusto dopo le spedizioni di conquista, per celebrare le imprese dell'imperatore: fu edificato per volere di M. Tullius. Realizzato con colonne e capitelli in ordine corinzio, aveva una cella, preceduta da colonne, nella quale era posta la statua della Fortuna e diverse nicchie con le statue della famiglia imperiale e dello stesso Tullius.
Il Santuario dei Lari Pubblici fu probabilmente eretto a seguito del terremoto del 62 come dono verso gli dei, irati con la città e per questo punita con il terribile evento sismico; secondo altri invece il tempio è precedente al 62 e dedicato alla famiglia imperiale. La struttura è composta da una parete perimetrale, in opus reticolatum e incertum, che in principio doveva essere rivestita di marmi, ma non venne mai completata a causa del sopraggiungere dell'eruzione del 79: la parete presenta nicchie e colonne, mentre al centro è posto l'altare per i sacrifici.
Il Tempio di Vespasiano o Aedes Genii Augusti fu probabilmente un tempio dedicato al primo imperatore romano, Ottaviano Augusto e, di volta in volta, dedicato ai successivi imperatori, fino a Tito Flavio Vespasiano: al momento dell'eruzione il tempio era o in costruzione o in restauro. Nel cortile è posto un altare in marmo bianco, decorato con la scena di un sacrificio di un toro; segue il podio, a cui si accede tramite due scale laterali, sul quale è posta la statua dell'imperatore.
Il Tempio di Mefite risale al III secolo a.C. ed era appunto dedicato a Mefite, in quanto è stato ritrovato materiale votivo in suo onore; l'edificio, collocato nella parte sud di Pompei, è di epoca sannita e presenta portici e cisterne.
Altri templi, come il Tempio di Dioniso, sono stati individuati ed esplorati esternamente alla cinta muraria della città, nella campagna circostante.

## Necropoli
Come stabilito dalle leggi romane, le tombe dovevano essere costruite al di fuori delle mura cittadine e così, in prossimità delle porte di Pompei, sorgono diverse necropoli. La necropoli di Porta Nocera è quella di maggiori dimensioni e la più importante, con tombe sia a esedra sia a edicola: tra tutte, le più imponente, è quella Eumachia, fatta costruire dalla sacerdotessa di Venere per sé e per i suoi familiari. Edificata tra il 17 e il 37 d.C., la tomba è a esedra, in opera cementizia e rivestita di tufo: presenta delle nicchie dove erano poste le statue e un fregio figurato. Nella stessa zona sono inoltre presenti altre due tombe a edicola, risalenti all'età repubblicana, dove la cella funeraria era ornata con le statue dei defunti. Altre necropoli di grandi dimensioni sono quelle di Porta Ercolano, che sorgeva lungo la strada che portava a Villa dei Misteri e quella del Fondo Pacifico, nei pressi dell'anfiteatro. Nella necropoli di Porta Vesuvio è la tomba a sedile semicircolare in tufo di Arellia Tertulla, la tomba di Septumia, moglie di un duoviro, realizzata in opera incerta, con base in tufo e la tomba di un giovane ventiduenne, C. Vestorius Priscus, addetto alla cura delle strade e dell'ordine pubblico, decorata con stucchi a rilievo di menadi e satiro, mentre le pareti interne sono affrescate con scene di caccia, di lotte di gladiatori e scene di vita del defunto. La necropoli di Porta Nola è composta da tre tombe: quella di M. Obellio Firmo, dove nel recinto era posta una stele, sulla quale poggiava l'urna cineraria in vetro, mentre le altre due tombe, una di Aesquilia Polla e l'altra di N. Herennius Celsus sono di tipo a esedra e quest'ultima è caratterizzata da una colonna ionica con vaso marmoreo.

## Urbanistica

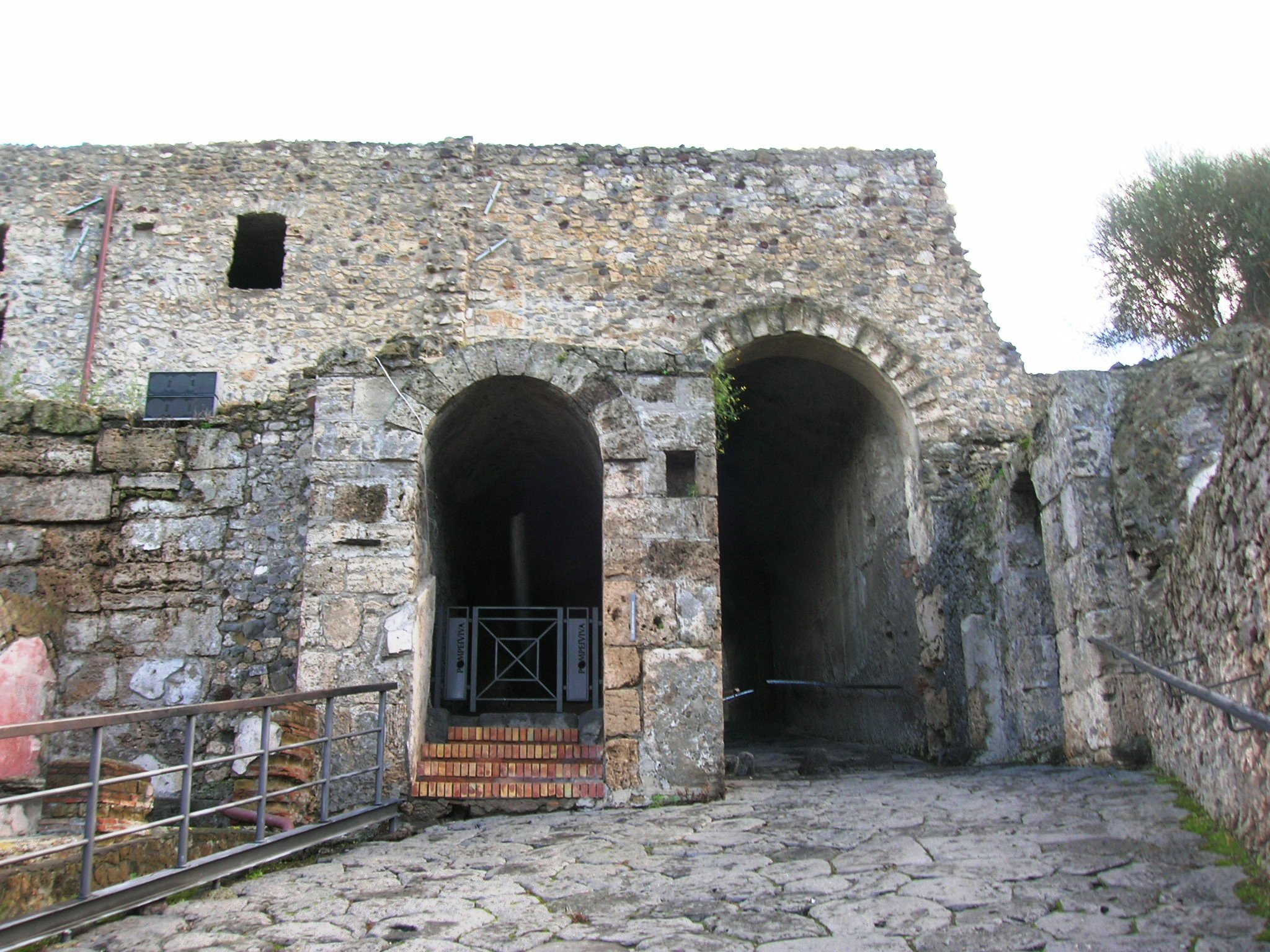
Porta Marina

La città di Pompei è circondata da una cinta muraria di tremiladuecentoventi metri, nella quale si aprono sicuramente sette porte più un'ottava, Porta Capua, dall'esistenza incerta. In un primo momento le mura erano di dimensioni ridotte e realizzate con blocchi di lava e pappamonte; in seguito vennero ampliate e fu costruita una doppia cortina parallela riempita con pietre e terra battuta. Durante l'epoca sannita fu costruito un terrapieno intorno alla città, mentre, nel III secolo a.C., furono costruite nuove mura in calcare di Sarno e tufo grigio di Nocera, con contrafforti e torri a distanze irregolari, dodici per la precisione, nei punti più esposti della città, ossia nella parte nord: interessante è la torre di Mercurio, a due piani, con una scala interna, nella quale sono ben visibili i colpi delle catapulte, scagliate da Lucio Cornelio Silla. Fu proprio a seguito della conquista di Silla che le mura divennero inutili e furono in parte abbattute o integrate a nuovi edifici.

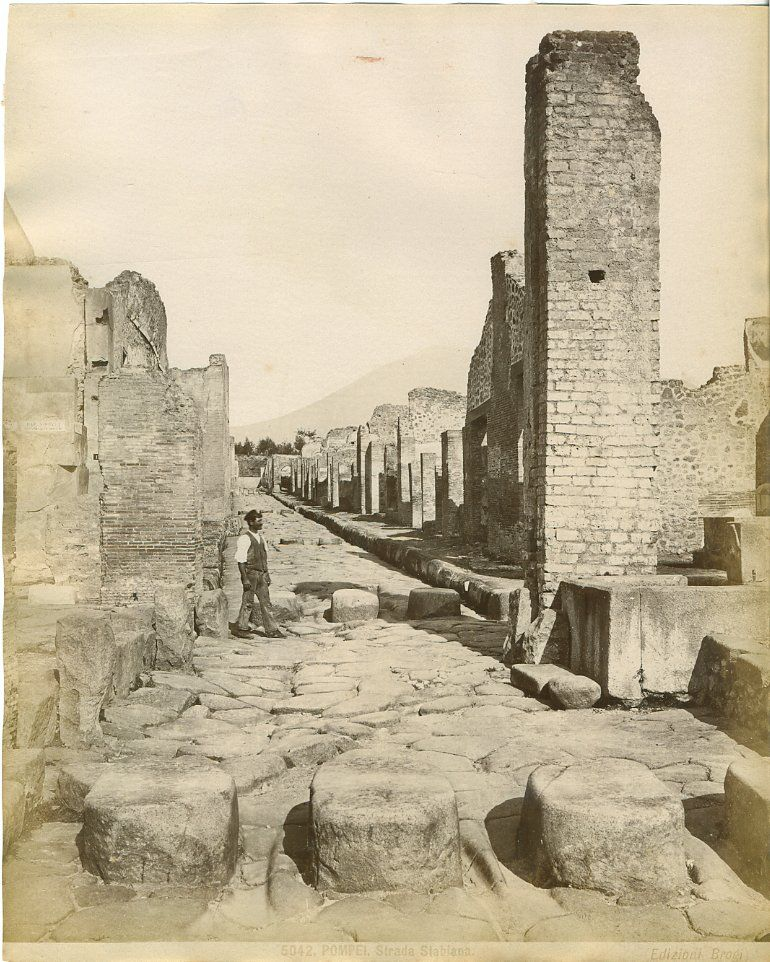
Immagine d'epoca della Via Stabiana

Porta Nocera fu costruita nel IV secolo a.C. e risale quindi all'epoca sannita ed è così chiamata poiché da essa partiva la via che conduceva a Nuceria Alfaterna: simile a quella di Stabia e di Nola, ha un vano con volta a botte, dove era posta la porta, un corridoio con due bastioni alle estremità ed era realizzata con blocchi di calcare. Porta Ercolano, conosciuta anche con il nome di Porta del Sale, si apriva sulla strada che portava verso Ercolano e la parte nord del golfo di Napoli; fu costruita dopo la conquista di Silla ed è decorata con stucchi: nelle sue vicinanze sorge una necropoli. Porta Marina, nonostante la sua imponenza, simile a un bastione, era una delle meno frequentate e conduceva al mare: si presenta con due fornici ad arco a tutto sesto e una volta a botte in opera cementizia; oggi è la porta che dà l'accesso al sito archeologico. Porta Nola fu costruita intorno al III secolo a.C. da Vivio Popidio, così come testimoniato da un'iscrizione in lingua osca rinvenuta sulla porta: realizzata in tufo, con una volta a botte, ha la chiave di volta decorata con una scultura raffigurante la testa di Minerva; all'esterno una piccola area funeraria. Porta Vesuvio si trova all'estremità nord del cardine ed era una delle più interessate dagli scambi commerciali: al momento dell'eruzione era in completo rifacimento e nelle sue vicinanze si ergono tre torri, poste a difesa della città. Porta Stabia, posta nella parte sud del cardine, era la più antica e una delle più trafficate: da essa infatti si giungeva al porto sul fiume Sarno. Porta di Sarno si trova al termine di Via dell'Abbondanza ed è la peggio conservata tra tutte le porte, in quanto ha perso quasi del tutto la sua conformazione originale.
L'antica Pompei seguiva lo schema urbanistico della tipiche città romane, anche se il Foro non era posizionato esattamente all'incrocio del cardine con il decumano. Via dell'Abbondanza è il decumano inferiore ed è così chiamata per il ritrovamento di un bassorilievo, posto su una fontana pubblica, raffigurante la Concordia Augusta, erroneamente definita come l'Abbondanza: la via conserva ancora la sua pavimentazione originale ed è costeggiata da due marciapiedi; questa inizia dal Foro per terminare a Porta Sarno, toccando diversi importanti edifici della città come le Terme Stabiane e l'Anfiteatro. Da Via dell'Abbondanza, che era la strada principale di Pompei, si aprono diverse strade secondarie, come la Via dei Teatri, che conduce alla zona dei teatri e del Foro Triangolare. Il decumano superiore è invece rappresentato dall'unione della Via delle Terme, Via della Fortuna e Via di Nola e comincia dalle Terme del Foro, per terminare alla Porta di Nola. Il cardine è delineato dall'unione di Via del Vesuvio con la Via Stabiana e andava dalla Porta Vesuvio fino alla Porta di Stabia, da dove si proseguiva per il porto.
La zona del foro aveva un sistema di refluo delle acque piovane composto da due cisterne al di sotto del Foro e collegate a una rete di cunicoli. Questi cunicoli, passando al di sotto di via Marina, in antichità drenavano le acque in eccesso al di fuori della città presso Porta Marina.

## Cultura di massa

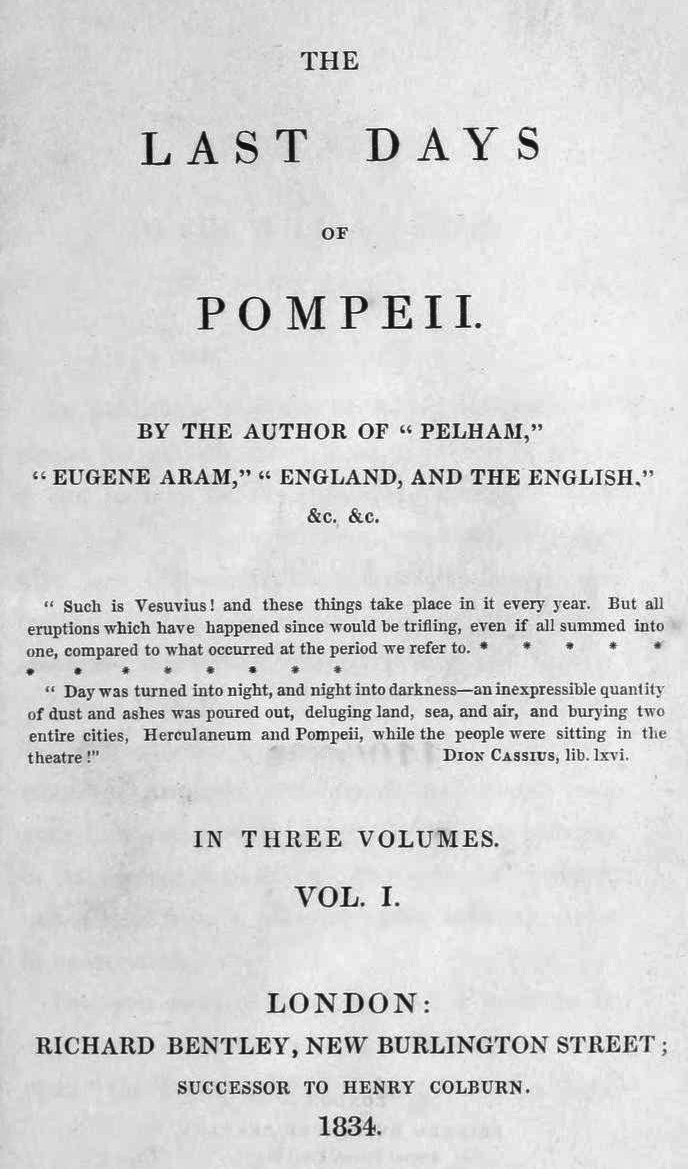
Il romanzo Gli ultimi giorni di Pompei

Sia gli scavi di Pompei, che la storia dell'eruzione che ha coinvolto la città, sono stati al centro di numerose opere artistiche come dipinti, romanzi, mostre, film, fiction e documentari.
Uno dei più celebri dipinti ispirati all'eruzione del Vesuvio è Gli ultimi giorni di Pompei, dipinto fra il 1827 e il 1833 dal pittore russo Karl Pavlovič Brjullov, a sua volta ispirato dall'omonima opera di Giovanni Pacini.
Tra i romanzi principali quello del 1834 di Edward Bulwer-Lytton, intitolato Gli ultimi giorni di Pompei, uno del 1852 scritto da Théophile Gautier e intitolato Arria Macerella, una serie di romanzi per bambini scritti da Caroline Lawrence e intitolati I misteri romani ed ancora, un altro chiamato Pompei e scritto da Robert Harris nel 2003, il quale narra le vicende di un dipendente dell'acquedotto del Serino: nella storia compaiono anche Plinio il Vecchio, Plinio il Giovane e viene fatto riferimento alla piscina mirabilis di Bacoli. Riferimenti a Pompei vengono fatti anche nel primo libro del Cambridge Latin Course dove viene raccontata la storia di un uomo residente a Pompei, Lucius Caecilius Iucundus, vissuto durante il periodo di Nerone e Vespasiano, morto, insieme alla sua famiglia, a seguito dell'eruzione del Vesuvio del 79.
Tanti i titoli di film che si sono ispirati al romanzo di Edward Bulwer-Lytton e tutti chiamati Gli ultimi giorni di Pompei: quello del 1900 diretto da Walter R. Booth, quello del 1913 diretto da Mario Caserini, quello del 1926 diretto da Carmine Gallone, e ancora, uno del 1935 diretto da Merian C. Cooper ed Ernest B. Schoedsack, uno del 1950 diretto da Marcel L'Herbier e Paolo Moffa e uno del 1959 in principio diretto da Mario Bonnard e poi concluso da Sergio Leone, girato tra Madrid e gli studi di Cinecittà a Roma; dello stesso titolo è inoltre una miniserie del 1984, mentre un'altra chiamata Pompei è stata realizzata nel 2007 per la regia di Giulio Base e protagonisti Lorenzo Crespi e Andrea Osvárt. Pompei inoltre è ambientazione di una puntata della serie animata de I Simpson, intitolata Il Bob italiano, dove la famiglia si reca in visita alle antiche rovine; nella serie Doctor Who, nell'episodio Il Fuoco di Pompei, i protagonisti scoprono che l'eruzione è stata causata per evitare un'invasione aliena.
Diversi i documentari girati all'interno degli scavi: numerosi quelli per programmi di divulgazione scientifica italiana come Superquark e Ulisse, uno realizzato da Channel 5 nel quale venivano riprese le varie fasi di un'indagine archeologica, e ancora uno dalla BBC, dal titolo Pompei: l'ultimo giorno, dove viene descritta la vita, seppur inventata, di alcuni personaggi realmente esistiti e vissuti tra Pompei, Ercolano e le varie località del golfo di Napoli: vengono narrate inoltre le vicende di Plinio il Vecchio e il Giovane, di due gladiatori, di una donna incinta e di una famiglia.
Dopo una visita a Pompei nel 1769, il compositore Wolfgang Amadeus Mozart, rimasto estasiato dalla bellezza del tempio di Iside, compose Il flauto magico; nel 1971 l'anfiteatro è stato utilizzato dal gruppo dei Pink Floyd per un concerto senza pubblico, da cui è stato tratto un film documentario dal titolo Pink Floyd: Live at Pompeii.
In un luna park della Virginia, il Busch Gardens Williamsburg, è stata realizzata un'attrazione acquatica chiamata Escape from Pompeii che prevede il viaggio su un battello attraverso la ricostruzione delle rovine della città pompeiana.